# Coscomatepec
Coscomatepec de Bravo es una ciudad mexicana localizada en la zona montañosa central del estado de Veracruz de Ignacio de la Llave o región de las Altas Montañas, centro agrícola y comercial de los municipios vecinos. Nombrado Pueblo Mágico el 25 de septiembre de 2015 en la feria nacional de Pueblos Mágicos en la ciudad de Puebla.
Antiguamente nombrada la Villa de San Juan Coscomatepec, hasta su título de ciudad en 1903 nombrada Coscomatepec de Bravo y denominada heroica el 18 de abril de 1980 teniendo el nombre definitivo de Heroica Coscomatepec de Bravo.
Coscomatepec de Bravo tiene una historia que se remonta a tiempos prehispánicos pues el territorio fue ocupado por indígenas totonacos originarios de Puebla: los cucutochcas. 
Tras la llegada de los conquistadores españoles, fue designada como cabecera, desarrollándose rápidamente la ganadería y el comercio. En 1813, la localidad vivió un importante episodio durante la Guerra de Independencia; el General Nicolás Bravo y 600 Insurgentes lograron romper el sitio de 33 días que sufría el pueblo.
Coscomatepec en 1597 se funda con 15 familias españolas y posteriormente de regiones del interior del país, llamándose San Juan Cuezcomatepeque, dé estas familias españolas, 4 jefes de familia fundan la Villa de Córdoba en 1617, actualmente la ciudad de Córdoba, llamados comúnmente los 30 caballeros. 
Durante la primera semana de octubre se realiza la representación del rompimiento del sitio del lugar, con lo que se da un panorama de lo acontecido durante el 4 de octubre de 1813. 
El 29 de noviembre de 1830, se otorga la categoría política de villa, llamándose Villa de San Juan Coscomatepec.
Por decreto del entonces gobernador del estado de Veracruz, Teodoro A. Dehesa Méndez en 1903, la villa de San Juan Coscomatepec obtiene la categoría política de ciudad y el nombre de Coscomatepec de Bravo en memoria de la heroica defensa que el general insurgente Nicolás Bravo hijo de este lugar en 1813.
Coscomatepec de Bravo fue cuna de personajes ilustres, intelectuales, poetas y pensadores entre los cuales destaca Lic. Fernando de Jesús Corona y Arpide quien fue un Distinguido jurisconsulto y Gobernador de Veracruz durante dos periodos, su obra magna fue encabezar la comisión y ser el autor de los Códigos Civil y Penal y los de procedimientos de ambos, del Estado, que son conocidos como Códigos Corona, otros personajes que destacan son el poeta Librado Basilio que contribuyo a las letras de la Universidad Veracruzana, así como Miguel Domínguez Loyo quien fue un historiador importante durante el siglo XIX en Veracruz, Modesto Solís Domínguez militar que participio en la Revolución Mexicana, y el nombrado historiador del México prehispánico Enrique Florescano Mayet historiador e investigador, entre otros.

## Toponimia
Coscomatepec - proviene del vocablo náhuatl Cuezcomatepec que se compone de las palabras: cuezcoma, plural de cuezcomatl, que se traduce como "troje" (lugar o espacio para guardar semillas o frutos); de tepetl, que significa "cerro" y de -co, sufijo locativo que se reduce a -c cuando está precedido por una vocal; lo que en conjunto se lee como “Cerro donde hay Trojes”.

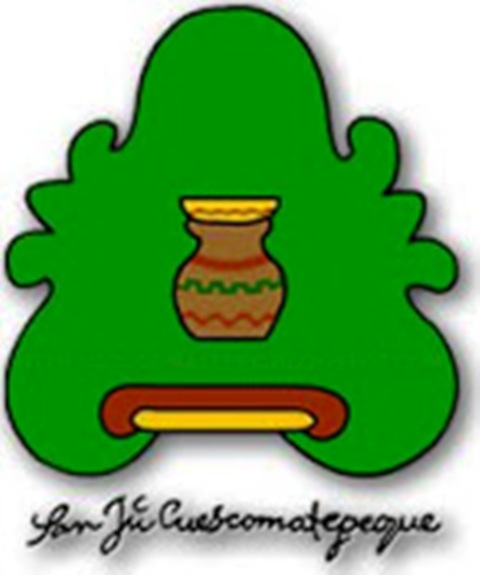
Escudo de Coscomatepec

La palabra Coscomatepec está representada por un jeroglífico silábico ideográfico y representativo. La figura representa un cerro, Tépetl, con los colores del fuego: verde y azul, rojo y amarillo, estos últimos están en la base del cerro, en dos franjas; en el centro de la figura tiene un recipiente para guardar semillas, Cuescomatl (troje, olla o caja de madera destinada a contener semillas suficientes para alimentar multitudes), el jeroglífico se trata de una olla cubierta por una jícara. El nombre del municipio anotado al calce de la figura está escrito en español del primer tercio del siglo XVI.

## Geografía física

### Ubicación
Ubicado en las coordenadas geográficas 19°4′ latitud norte y 97°3′ longitud oeste, a una altitud promedio  de 1520 metros sobre el nivel del mar. Limita al norte con Alpatlahuac y Calcahualco; al este con Huatusco, Ixhuatlan del Café y Tomatlán; al sur con La Perla y Chocamán, al oeste con Calcahualco y La Perla. Su distancia aproximada por carretera a la capital del estado es de 50 km.
Ciudad de México - Coscomatepec.- (4 horas y media) Toma la Autopista México-Orizaba-Veracruz y en la caseta de Fortín encuentra la desviación a Coscomatepec;
Xalapa- Coscomatepec.- (2 horas) Carretera federal. Por Coatepec. Una ruta alterna es la Autopista Xalapa-Veracruz, en Tamarindo toma la carretera federal y más adelante encuentra la carretera Conejos- Huatusco- Coscomatepec;
El Aeropuerto de Veracruz. (2 horas y media) Autopista Veracruz-México, tomando la desviación en la caseta de Fortín.

### Orografía
La ciudad de Coscomatepec de Bravo y su Municipio, se encuentran situados en las estribaciones de la Sierra Madre Oriental en la parte central y occidente del Estado de Veracruz.
La ciudad descansa sobre un colina que semeja la forma de un cono truncado de base ovoide y cuya mayor longitud está centrada de este a oeste; la superficie de este cono tiene una ligera inclinación en el mismo sentido.
El Municipio es bastante accidentado, teniendo por lo quebrado de su terreno alturas muy diversas, desde la planicie que se encuentra a 1520 m s. n. m. y está situada a los 19.º 4' N y 97°3′ O ocupando un porcentaje del 0.0017% de la superficie del Estado.

### Hidrografía
Corrientes de agua dentro del municipio existen varias entre las principales están Perennes: Huilotla, jamapa, tlacoapa, Tliapa, así como intermitentes como Ocomitla, Tenexalapa, y Tlaxcatl, su cuenca importante es el Rio Jamapa 83.55%.
La Barranquilla del río Tlacuapan y la de un pequeño afluente separan por el norte y noroeste a la citada prominencia de lomerío y primeras elevaciones que conducen a la sierra próxima; hacia el poniente una pequeña planicie del terreno apenas sensible que se convierte después en un ligero plano inclinado y que no llega a tres kilómetros de longitud, la unen con los últimos contrafuertes de la majestuosa montaña coronada de nieves perpetuas conocida con el nombre de Citlaltepetl, Poyautecatl o más comúnmente llamado Pico de Orizaba; la cumbre de mayor altura en nuestro país y que mide más de 5750 metros sobre el nivel del mar, hacia el Oriente y hacia el sur la llanura se dilata interrumpida allá lejos por la profunda barrancas del Jamapa y Tilapa respectivamente y las azules cadenas montañosas.

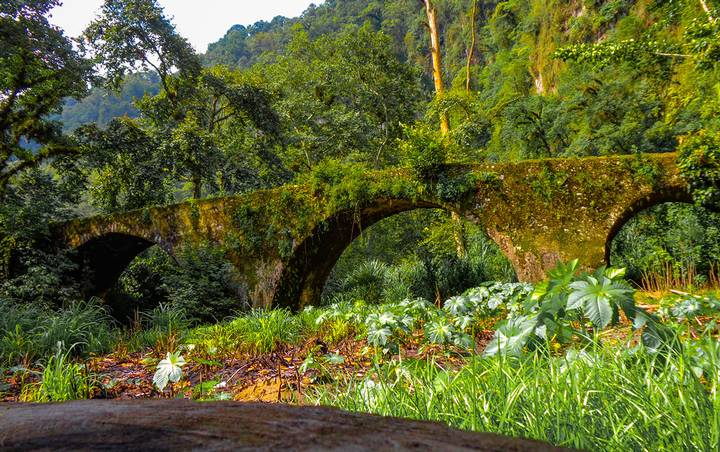
Río Jamapa al fondo el Puente del Virrey Coscomatepec

### Clima
Su clima es templado-húmedo-regular con una temperatura promedio de 19.6 °C; su precipitación pluvial media anual es de 2,069.2 mm.
| Parámetros climáticos promedio de Coscomatepec de Bravo | Parámetros climáticos promedio de Coscomatepec de Bravo | Parámetros climáticos promedio de Coscomatepec de Bravo | Parámetros climáticos promedio de Coscomatepec de Bravo | Parámetros climáticos promedio de Coscomatepec de Bravo | Parámetros climáticos promedio de Coscomatepec de Bravo | Parámetros climáticos promedio de Coscomatepec de Bravo | Parámetros climáticos promedio de Coscomatepec de Bravo | Parámetros climáticos promedio de Coscomatepec de Bravo | Parámetros climáticos promedio de Coscomatepec de Bravo | Parámetros climáticos promedio de Coscomatepec de Bravo | Parámetros climáticos promedio de Coscomatepec de Bravo | Parámetros climáticos promedio de Coscomatepec de Bravo | Parámetros climáticos promedio de Coscomatepec de Bravo |
| Mes                                                     | Ene.                                                    | Feb.                                                    | Mar.                                                    | Abr.                                                    | May.                                                    | Jun.                                                    | Jul.                                                    | Ago.                                                    | Sep.                                                    | Oct.                                                    | Nov.                                                    | Dic.                                                    | Anual                                                   |
| ------------------------------------------------------- | ------------------------------------------------------- | ------------------------------------------------------- | ------------------------------------------------------- | ------------------------------------------------------- | ------------------------------------------------------- | ------------------------------------------------------- | ------------------------------------------------------- | ------------------------------------------------------- | ------------------------------------------------------- | ------------------------------------------------------- | ------------------------------------------------------- | ------------------------------------------------------- | ------------------------------------------------------- |
| Temp. máx. abs. (°C)                                    | 30.3                                                    | 34.7                                                    | 35.4                                                    | 35.9                                                    | 36.1                                                    | 32.8                                                    | 30.6                                                    | 33.3                                                    | 34.2                                                    | 30.2                                                    | 30.2                                                    | 27.4                                                    | 34.6                                                    |
| Temp. máx. media (°C)                                   | 20.5                                                    | 21.6                                                    | 23.8                                                    | 25.3                                                    | 25.9                                                    | 26.6                                                    | 24.6                                                    | 24.4                                                    | 22.8                                                    | 22.1                                                    | 22.8                                                    | 20.8                                                    | 23.1                                                    |
| Temp. media (°C)                                        | 13.6                                                    | 12.3                                                    | 13.3                                                    | 18.9                                                    | 19.6                                                    | 19.5                                                    | 19.8                                                    | 20.1                                                    | 18.5                                                    | 19.4                                                    | 15.1                                                    | 14.8                                                    | 19.5                                                    |
| Temp. mín. media (°C)                                   | 9.4                                                     | 10.2                                                    | 12.2                                                    | 13.5                                                    | 13.2                                                    | 14.8                                                    | 15.4                                                    | 14.3                                                    | 13.2                                                    | 12.6                                                    | 12.2                                                    | 10.5                                                    | 12.3                                                    |
| Temp. mín. abs. (°C)                                    | - 2.5                                                   | -1.2                                                    | 2                                                       | 3.6                                                     | 5.3                                                     | 5.8                                                     | 6.8                                                     | 8.1                                                     | 8.0                                                     | 7.4                                                     | 5.3                                                     | 1.2                                                     | 1.0                                                     |
| Precipitación total (mm)                                | 53.5                                                    | 58.3                                                    | 59.3                                                    | 78.5                                                    | 98.5                                                    | 120.9                                                   | 364.6                                                   | 500.5                                                   | 245.7                                                   | 200.2                                                   | 98.3                                                    | 95.5                                                    | 2,069.2                                                 |
| [cita requerida]                                        |                                                         |                                                         |                                                         |                                                         |                                                         |                                                         |                                                         |                                                         |                                                         |                                                         |                                                         |                                                         |                                                         |

## Historia

### Época prehispánica
El primer asentamiento de este municipio es el viejo Tetlalpa, tetl, piedra; talli, tierra; pan, en; “sobre piedras pedregosas”; fundado hacia 1325 por totonacos descendientes de Teotihuacanos, provenientes de la sierra de puebla y pertenecientes a un conjunto de pueblos agrupados en cacicazgos, de entre los que se distinguió el de Cuauhtochco.
Desde que los cuautochcas llegaron a la comarca se sintieron atraídos por su cumbre nevada, bautizándola como Poyautécatl (hoy llamada Citlaltépetl o Pico de Orizaba), en memoria a la ciudad Teochichimeca de donde provenían: Poyautlán.
Su culto religioso era sencillo, no acostumbraban los sacrificios humanos; quemaban incienso a sus divinidades ofreciéndoles flores y aves; ejecutaban danzas ceremoniosas y rítmicas entonando cánticos melancólicos alrededor de las mismas. Los sacerdotes hacían las veces de maestros entre los niños y ejercían cargos en la administración pública.
Cuando el imperio Azteca en el periodo de Motecuhzoma Ilhuicamina, conquistó estas tierras, modificó poco a poco su sistema político, no así sus leyes y costumbres, limitándose a fijarle un fuerte tributo, como era la usanza para sus conquistados.

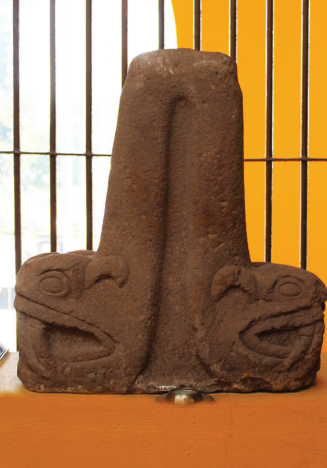
Monolito de Quetzalcóatl situado en el Palacio Municipal

Por su clima y ubicación geográfica, el cerro de Cuezcomatepetl fue asiento y granero de otros grupos como los olmecas históricos, toltecas y con una gran influencia de pueblos como los teotihuacanos y los mexicas en las diferentes etapas de su existencia.

### Conquista y Colonia
Cuando llegaron los españoles, los pobladores permanecieron sumisos por orden del emperador mexica, sin embargo, cuándo Hernán Cortés lloraba en la noche 
triste, después de su huida de Tenochtitlan, esta zona se levantó en armas, dando muerte a más de 100 conquistadores.
Con la llegada del conquistador Francisco de Bonal, como encomendero de la región, se convirtieron en tributarios directos de la corona española con productos como el algodón y el cacao, también llegó Fray Alonso de Santiago, junto con otros franciscanos a congregar a todos los naturales que, por el horror de la conquista, habían huido a finales del siglo XVII la inseguridad por los ataques de los negros insurrectos llevó a cuatro terratenientes de este lugar a solicitar al Virrey Don Diego Fernández de Córdoba fundar la Villa de Córdoba en las Lomas de Huilango, cerca de Amatlán, a fin de establecer un lugar para proteger el camino Real y fincas cercanas.
Tras la llegada de los españoles entra en auge la arriería y en 1597 Coscomatepec es nombrado Cabecera del Corregimiento, prosperando rápidamente debido a la ganadería y comercio, se levantaron iglesias como la de San Diego de Alcalá y en 1597 se funda el nuevo San Juan Coscomatepec con 20 familias españolas, el nuevo asentamiento español se situaba al oeste del antiguo asentamiento prehispánico Tetlalpan, sobre un lomerío,  posteriormente en 1620, 60 familias de la Ciudad de México y de Orizaba se establecen en Coscomatepec, quedaba el municipio conformado en el año de 1613 según por el doctor Manuel B.Trens, San Juan Coscomatepec estaba habitada por 15 familias españolas, mientras el resto eran mestizas,mulatas e indígenas por lo que al llegar el Movimiento Independentista, se unen a él luchando por la libertad.

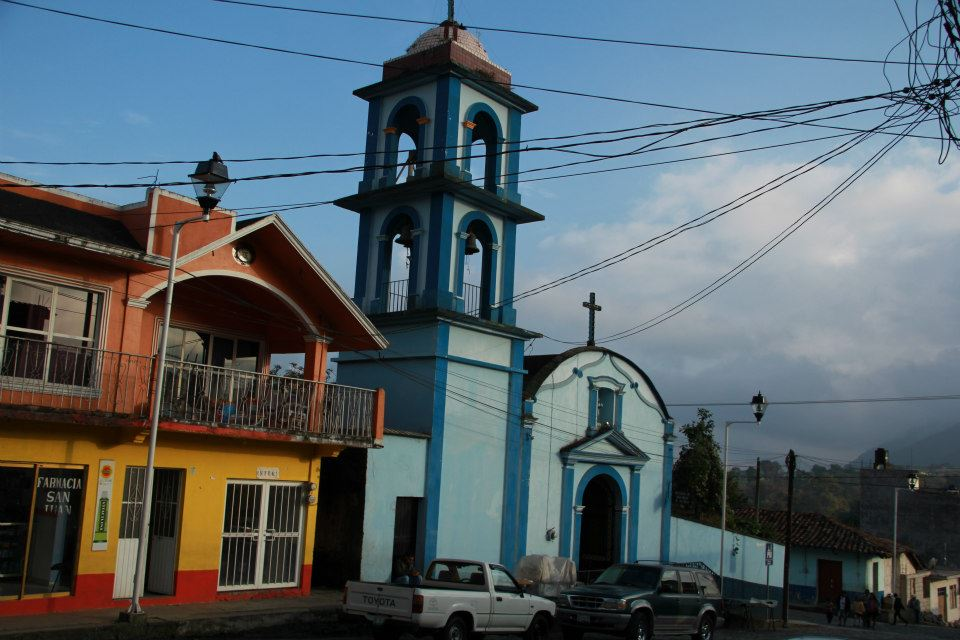
Durante la conquista se levantaron iglesias dentro de Coscomatepec, como la de San Diego de Alcalá

Las pugnas por las tierras, las luchas en contra de los abusos de los terratenientes, los casos llevados al tribunal de la Santa Inquisición y la construcción del camino de Iturrigaray fueron los principales hechos con los llegamos al final de la época colonial.

### Independencia
A finales de la primera década del Siglo XIX, las ideas separatistas toman importancia en Coscomatepec.
Don Mariano Gómez un arriero acomodado del barrio Tecujapa viajaba al interior de la Colonia, para intercambiar mercancías; tal situación, le dio la oportunidad de asistir a las Juntas Literarias de Querétaro que organizaban Hidalgo, Allende, Doña Josefa Ortiz de Domínguez, 
entre otros. Recibiendo la información de primera mano, Don Mariano Gómez trajo las ideas libertarias, logrando que el Bachiller Don Antonio Amez y Argüelles (cura del lugar, hombre culto y conocedor de las ideas de la Ilustración) apoyara el movimiento.
A finales de 1811 llegó de Córdoba a Coscomatepec un piquete del regimiento provincial de Tlaxcala, aprehendiendo a Don Mariano Gómez y ante la negativa de delatar a los demás insurgentes, fue fusilado.
El pueblo continuó en la lucha y para ese entonces Don Miguel Hidalgo había sido también fusilado, quedando al frente del movimiento insurgente Don José María Morelos y Pavón. Nicolás Bravo se une a la lucha junto con su padre y hermano y fue entonces que, el mismo Morelos lo nombra comandante de la Provincia de Veracruz.
Después de varias campañas, Bravo establece su cuartel general en Coscomatepec. El lugar era altamente estratégico y seguro para sus tropas, facilitaba los movimientos para amagar las villas de Córdoba y Orizaba además de atacar los convoyes realistas que transitaban del Puerto de Veracruz a la capital 
del virreinato. Fue por eso que, a mediados de 1813, los españoles iniciaron las acciones para acabar con el cuartel, donde Bravo y sus hombres, junto 
con el pueblo, los enfrentaron en varias y terribles batallas, la mayoría de las veces haciendo retroceder al ejército español. Finalmente, el virrey Calleja decide el ataque formal al pueblo insurgente de San Juan Coscomatepec, enviando una fuerte división, en su mayoría expedicionarios españoles, al mando de Juan de Cándano, comandante del Batallón de expedicionarios de Asturias, a fin de sitiar el pueblo. 

### Ruptura del sitio y heroica Coscomatepec
En los primeros meses de la guerra de independencia, las partidas rebeldes que operaban en las faldas del Citlatepetl, bajaba a los llanos amagando villas y pueblos, pero en realidad solo se trataba de guerrillas dispersas e indisciplinadas que obraban independientemente y sin organización, pero aun así interceptaban los caminos y ponían en movimiento las guarniciones.

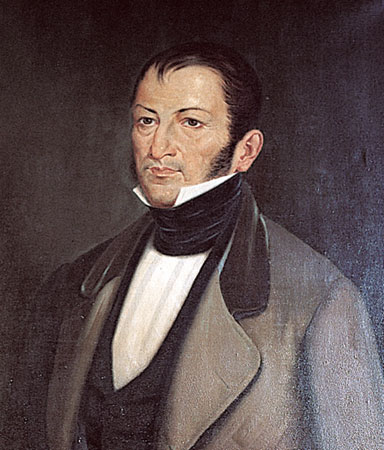
General Nicolás Bravo se le considera el brigadier del lugar ostentando el nombre de Coscomatepec de Bravo

Un coscomatepecano, Don Mariano Gómez, viajó para trabar conocimiento con los conjurados de Querétaro, y quedando comprometidos con los conjurados volvieron. Sin fatiga motivaron la causa libertaria, lo que lograron en poco tiempo ayudados por el cura Antonio Amez y Arguelles. Gómez, sin embargo, fue denunciado a las autoridades virreinales, quienes haciéndolo prisionero lo interrogaron acerca de las otras personas comprometidas y ante su negativa a delatar a sus patriotas, fue fusilado.
Después de la victoria de San Agustín del Palmar, Nicolás Bravo fue nombrado Jefe de la Independencia del Estado de Veracruz. Tampoco a Bravo, como anteriormente a Bárcena, se le escapó lo estratégico de Coscomatepec, ya que, por situarse en las estribaciones de la Sierra Madre Oriental, en medio de las montañas abruptas ofrecía un refugio seguro, con defensas naturales como las barrancas de Tomatlán y Jamada. Bravo contaba con la simpatía del pueblo que era totalmente de ideas libertarias y partidario decidido e incondicional de los insurgentes. Bravo supuso y más tarde comprobó que la ciudadanía de Coscomatepec le sería fiel hasta el final.
Con ayuda de su tropa y de la gente pacífica de San Juan Bautista, comenzó a fortificar el pueblo y a construir armas. Si tan solo hubiese tenido tiempo de desarrollar la labor social y militar que emprendió, con toda seguridad se hubiera convertido en un enemigo formidable para el gobierno virreinal, pero su actividad no paso inadvertida para las autoridades que fijaron más que nunca sus ojos en el joven militar.
Para los realistas era de gran interés no dejar a Bravo este punto ventajoso de Coscomatepec, por el peligro que corrían las riquezas de tabaco almacenadas en las villas de Orizaba y Córdoba (únicos lugares de estanco de la producción agrícola tabacalera, por entonces principal sostén económico del gobierno de la Nueva España), y para la comunicación expedida en el Camino Real de Veracruz a México.
Para sitiar a Cosco se eligió al coronel don Juan de Cándano, comandante del batallón de Asturias. Bajó de puebla con unos 600 hombres. Conti a la vez salió de Orizaba con un número igual de tropa y el día 5 de septiembre toda la división estaba reunida frente a Cosco, pero el día anterior Conti atacó sin éxito la plaza.
Al campo realista llegaron más refuerzos y equipo bélico de las villas cercanas, aumentados considerablemente los pertrechos de los realistas se resolvió el ataque general el día 16 de septiembre, batalla en la cual los insurgentes se batieron heroicamente conmemorando el tercer aniversario del Grito de dolores. Por entonces el general Bravo andaba muy escaso de municiones, a tal grado que pagaba 4 reales cada bala realista, balas que inmediatamente devolvían los artilleros.
Al tener noticias de la tenaz resistencia de Coscomatepec, Calleja decidió enviar al coronel Don Luis del Águila, para que dirigiera las operaciones militares por aquel rumbo. Bravo solicitó ayuda a Morelos, quien ordenó a Don Mariano Matamoros, al coronel Arroyo y a otros jefes insurgentes acudieran sin perdida de tiempo a brindarle apoyo al general bravo. Dado lo retirado que se encontraba Matamoros y lo estropeado de los caminos por la constante lluvia, llegó a San Andrés Chalchicomula hasta el día 13 de octubre, 8 días después del rompimiento del sitio que diera gloria a Coscomatepec.
Los sitiadores, con elementos de guerra traídos de las villas, cercaron aun más a Bravo; tanto que los sitiados pasaban momentos angustiosos por la falta de ayuda, de parque y de víveres; bravo tuvo que racionar a todos hasta comer exclusivamente chayotes hervidos, y fortaleciéndolos con la promesa de la llegada de Matamoros.

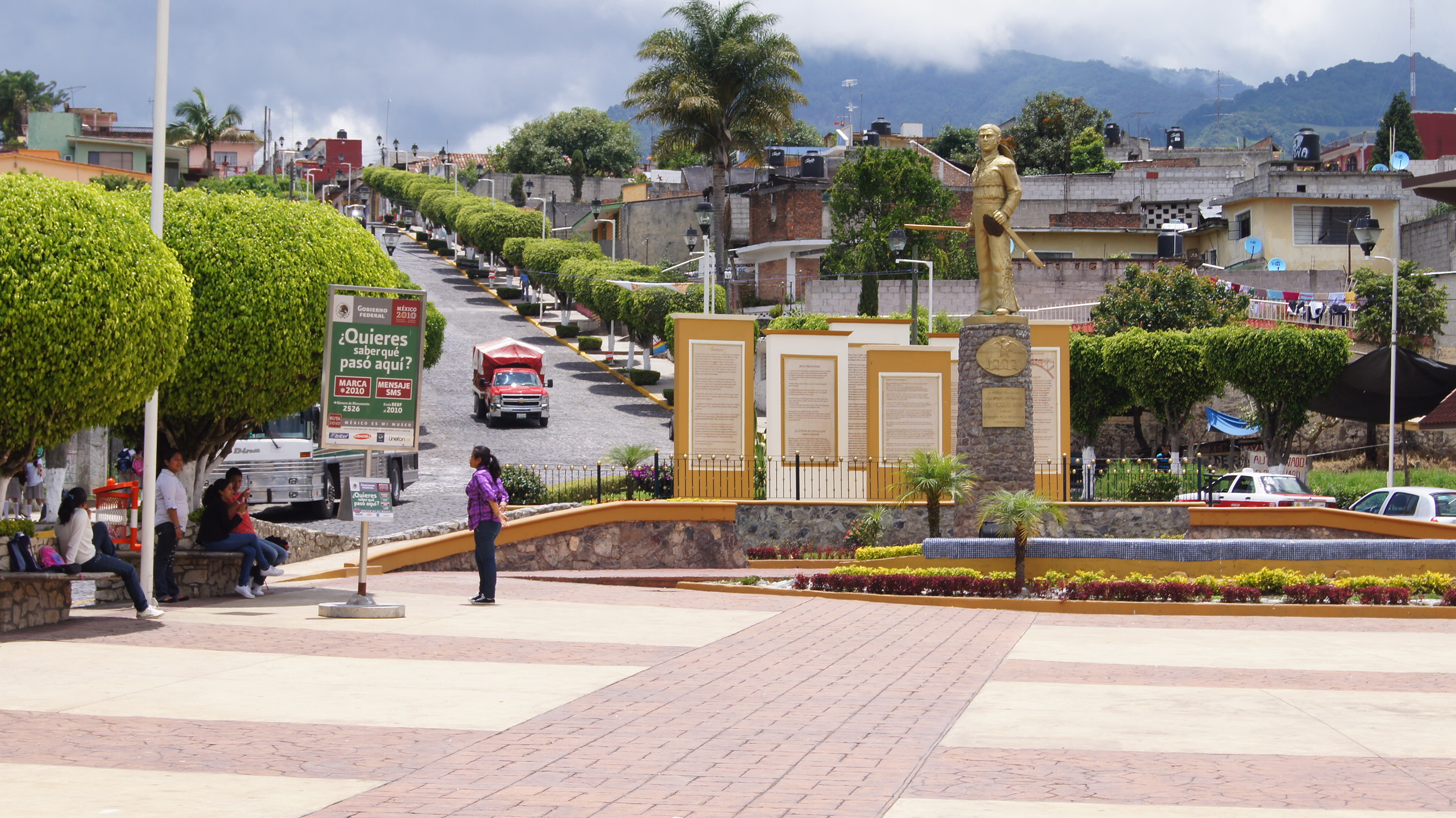
Plaza Nicolás Bravo y monumento al General Nicolás Bravo de la heroica ciudad de Coscomatepec

El día 30 de septiembre llegó el coronel del Águila para hacerse cargo del sitio y comenzó a trabajar aprovechando los planes de Cándano, Frente a Cosco se encontraba toda una división lucida de soldados europeos fogueados en recias batallas en Europa, magnífica artillería y bastante parque. En tanto, Bravo ya no contaba ni con alimento, tropa y el pueblo padecían hambre.
Heroica había sido la defensa rechazando continuamente los ataques realistas, pero ya no era posible seguir resistiendo más tiempo, por lo que el general insurgente, Don Nicolás Bravo decidió romper el sitio la noche del 4 de octubre, convocó al pueblo frente a su cuartel a las 11 de la noche y con arenga patriótica le informó que dos horas más tarde abandonaría el poblado, quedando el vecindario en libertad para seguirlo o solicitar el perdón ofrecido de antemano por el coronel Águila; rompieron los saquetes de sus cañones y encartucharon las pólvora para los fusiles, quemaron las cureñas de los cañones y enterraron la artillería de pequeño calibre reservándose únicamente los cañones de campaña, a las 2 de la mañana ya siendo el día 5 de octubre de 1813 se inició la marcha sigilosamente yendo la masa del pueblo protegida por una fuerte columna, a los caballos hubo necesidad de cubrirles los cascos con trapos a fin de atenuar el ruido que hacían al caminar. Los más conocedores de caminos y veredas sirvieron de avanzada, tomaron hacia el este por una calle que actualmente lleva el nombre del Héroe del Sitio; Nicolás Bravo, pasaron por el río Tlacuapa, muy cerca del destacamento realista que cuidaba la salida a Huatusco y después de tres penosos días tras de estar en varios poblados circunvecinos lograron llegar a Huatusco culminando así los treinta y tres días de lucha constante y sangrienta que duró el sitio. Ese día 5 de octubre el coronel Don Luis del Águila ocupó el pueblo. Pero completamente vacío por lo que el estribillo de talayote cantado por los insurgentes los últimos días de resistencia aplicó finalmente su sentencia que entre otras cosas decía "hallara la jaula sola, porque el pájaro voló..." "... ni he tratado mas de ir a San Juan donde las armas del rey han empañado no poco su brillo...", escribió del Águila al virrey Calleja desde Orizaba.

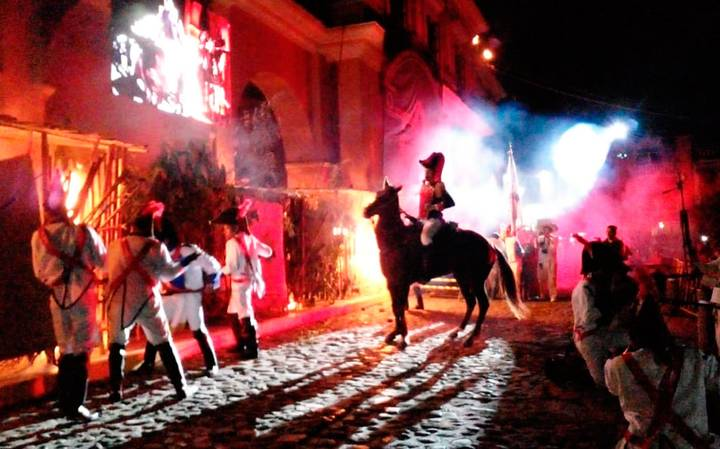
Representación de la Ruptura del Sitio de Coscomatepec

Coscomatepec escribe una bella página de gloria durante la guerra de Independencia; la madrugada del 4 de octubre de 1813, el Brigadier Don Nicolás Bravo, al frente de 600 hombres de la insurgencia, rompe el sitio que los españoles habían puesto al poblado y que duró 33 días.

### Intervenciones y el imperio
Muchos de los hombres que participaron en la guerra de Independencia y sus descendientes continuaron en la lucha por las libertades de nuestro país, uno de ellos, el coronel Honorato Domínguez, quien se inició en la lucha alistándose en el escuadrón coscomatepecano, donde hizo mancuerna con el teniente Marcos Heredia; comandados por el coronel Francisco Vargas, quien formaba parte del ejército del estado encabezado por Juan Soto, este último, encargado por el gobierno federal de la defensa del territorio nacional ante la Invasión Norteamericana en l847.
Afamado por su liderazgo, Honorato Domínguez fue un hombre diestro en la guerra, buen jinete y conocedor del territorio veracruzano, al grado que el general Ignacio de la Llave lo invita a participar, junto con sus chinacos (como llamaban a su tropa), en la Revolución de
Ayutla y en la Guerra de Reforma, donde su importante participación hizo que las fuerzas conservadoras salieran derrotadas en varias ocasiones, una de ellas la “Derrota del Once Jamapa”, cuando el general Miguel Miramón, abrió una campaña en Veracruz; el 5 de marzo de 1859, llegó a la barranca de Jamaca,en el cruce de Tlaltengo, en Coscomatepec. 
Domínguez es considerado como uno de los hombres más temido por ejército francés durante la 2.ª Intervención Francesa, no hay espacio para citar tantas batallas y triunfos contra el ejército de Napoleón III. Único jefe armado en Veracruz que se negó a reconocer el Imperio, motivo por el cual, en su visita a este lugar, al Emperador Maximiliano lo recibieron unos cuantos conservadores, quien por cierto, se llevó la admiración por los paisajes de
este lugar. Porfirio Díaz, quien fuera su compañero y amigo en la guerra,le tenía gran afecto y respeto. 
Después de la derrota de la Revolución de la Noria, Díaz vino en busca de su apoyo; primero lo escondio en su rancho de Tetlaxco, donde
permaneció enfermo durante dos semanas, y posteriormente lo llevó al rancho el Durazno, para finalmente, con el apoyo de Teodoro A.
Dehesa, embarcarlo en el Puerto de Veracruz con rumbo al Norte.
En 1818 nace el ilustre jurisconsulto licenciado Fernando de Jesús Corona y Arpide, Don Fernando se inclinó por el estudio y con una extraordinaria formación académica forma parte de la Generación de la Reforma, junto con otros hombres como Zarco, Ocampo, Mata y Lerdo, quienes con un gran sentimiento patrio pulsaron la formación de un estado liberal bajo el predominio de la justicia y la igualdad. Fue así como este coscomatepecano, ante la necesidad del naciente país de contar con una legislación propia, redacta, con esmeradasistemática, los Códigos Corona considerados como el antecedente y base fundamental de la Constitución de 1857.

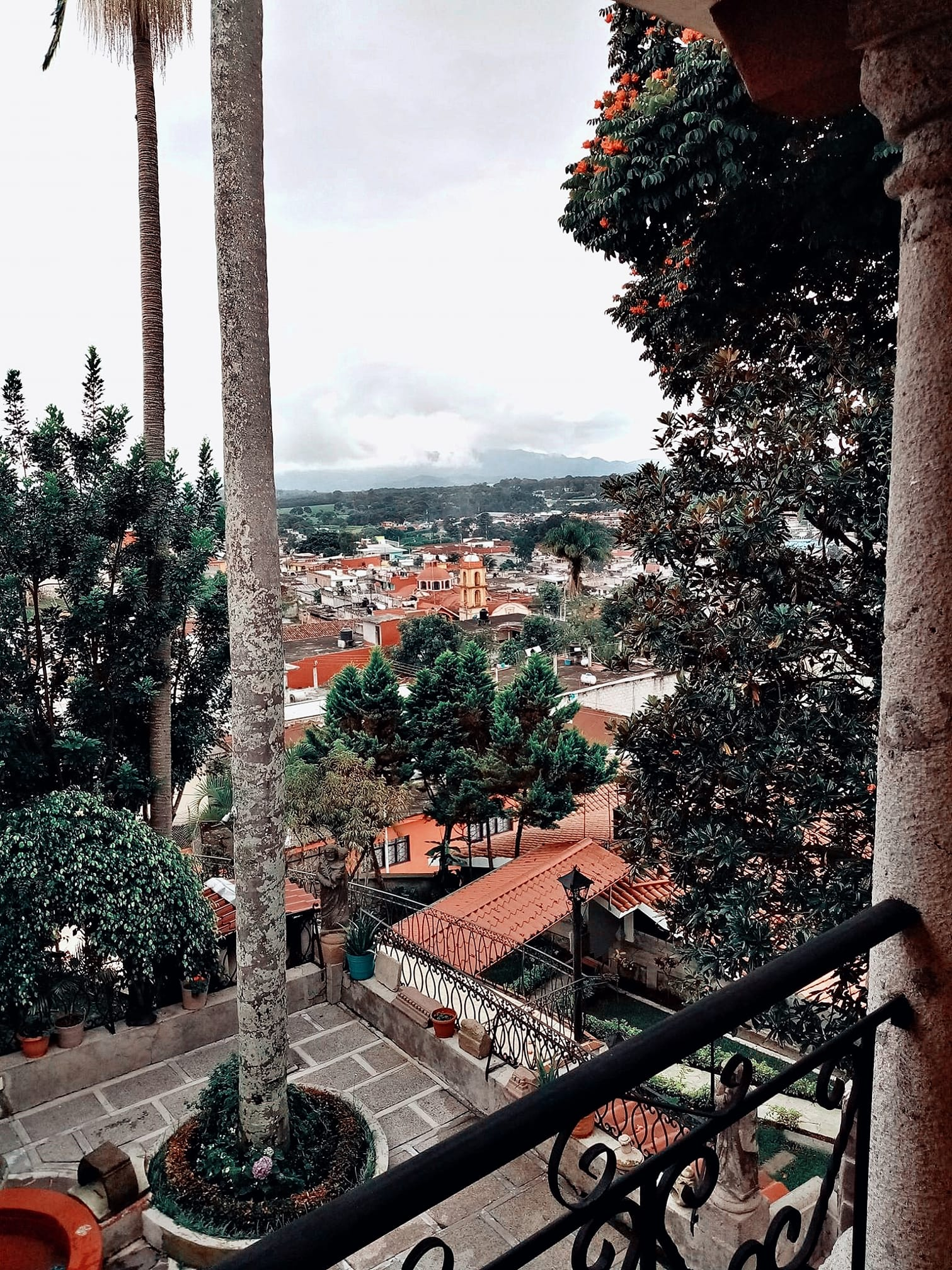
Casa donde se hospedo el Emperador Maximiliano de Habsburgo ahora funge como el Hotel Posada del Emperador

Durante la llegada del Emperador Maximiliano de Habsburgo a Veracruz, visito varios puntos del estado entre ellos Coscomatepec, la visita data del año 1860, hospedándose en una casa que data del el año 1820 en que se comenzó a construir y desde entonces, se convirtió en lugar de descanso para quienes iban del puerto de Veracruz a la capital usando El Camino del Virrey. El emperador así como Benito Juárez, entonces presidente de México, visitó y se alojó en esa casa en 1857 para descansar a su paso hacia la capital. Una de las habitaciones hoy lleva su nombre. También su secretario y reconocido poeta, Guillermo Prieto fue cobijado por la enorme casona.

### Porfiriato y Título de Ciudad
A finales del siglo XIX, ya lejos de las batallas se inicia una época de aparente calma, durante esta época Coscomatepec se convirtió en punto intermedio importante entre el trayecto de la villa de Córdoba a xalapa, así también como punto de descanso entre ambas ciudades, gracias al clima estable que prevalece a diferencia del resto clima tropical del estado, las constantes mercancías que se trasladaban entre ambas ciudades, también fueron importantes en que Coscomatepec tuviera un movimiento constante, tanto de comercio, transporte y de personas.
Durante el porfiriato se construyeron diferentes casas y edificios de la época, como el palacio Municipal, y se modificó la torre de la Parroquia de San Juan Bautista, trayéndose un reloj procedente de Inglaterra, el reloj, hecho por la empresa J.W. Benson Ludgate Hill London, permaneció en la torre izquierda, hasta que en 1920 se vino abajo a causa de un temblor, dejándolo entre los escombros, la gente de la ciudad se dio a la tarea de repararlo y después de la desgracia, se cambió toda la maquinaria a la otra torre, lugar donde aún permanece, la iglesia de San Juan bautista fue modificada al estilo Art nouveau que se desarrollaba muy bien en las construcciones de aquella época.
La parroquia también alberga la imagen del Cristo de la Agonía o Cristo de Limpias del cual solo existen tres réplicas en el mundo: en la villa de Limpias, provincia española de Cantabria, su lugar de origen; en La Habana, Cuba; y en esta región de Veracruz.Del porque el Cristo de Limpias o de la Agonía, llegó a Coscomatepec se sabe que su destino final era la ciudad de Xalapa, sin embargo como la ruta del tren llegaba, en el “Huatusquito”, hasta Coscomatepec.
La construcción más importante dentro de la época porfiriana en el municipio fue el llamado Ferrocarril «Huatusquito» El Municipio contaba con un pequeño ferrocarril, ramal del Ferrocarril Mexicano, que comunicaba a Córdoba con Coscomatepec en una extensión de 32 km. Éste cruzaba la barranca de Tliapa sobre un magnífico puente de 70 m de altura y 136 de largo, obra maestra de la ingeniería que por desgracia está siendo levantado en estos días.

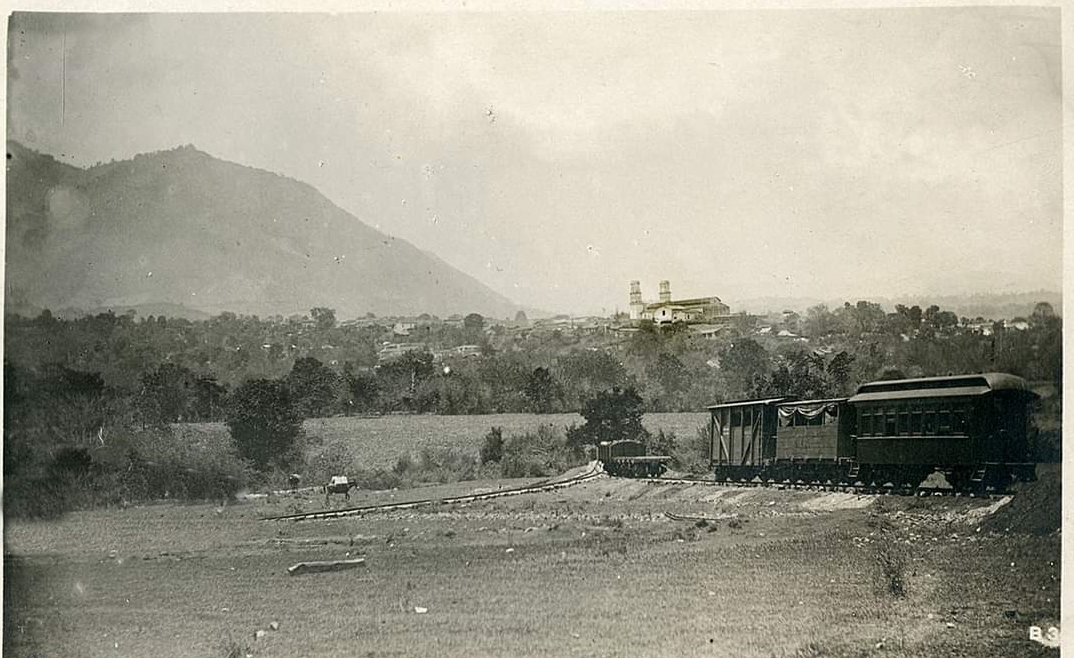
El huatusquito fue un ferrocarril que conectaba la ciudad de Córdoba con Coscomatepec, en la imagen se muestra la llegada del huatusquito a Coscomatepec en 1907

José Ives Limantour, Ministro de Hacienda, construye su casa de descanso en esta localidad, llamada la Casa de Campo. Y a instancias de Don Porfirio Díaz se introduce la vía del ferrocarril que recibe el nombre de “Huatusquito” porque su fin era llegar a la ciudad de Huatusco y posteriormente unirse a otro ramal que salía de Xalapa a Teocelo, conocido como “El Piojito”.  Obra de gran beneficio para la economía de la región, el ramal de vía angosta del Mexicano, recorría 32 kilómetros de Córdoba a Coscomatepec de Bravo, haciendo escala en cada una de las estaciones: San Antonio, La Capilla, El 14 (km), Monte Blanco, Chocamán y Tomatlán donde posteriormente atravesaba el segundo puente de fierro más alto de la República con una altura de 70 metros y que recibió el nombre de Benito Juárez.  Fue inaugurado en 1907 con un banquete en honor al Sr. Limantour como promotor del mismo. Las pequeñas máquinas de vapor fueron traídas de Inglaterra: “La Luisa, La Elena y La Elizabeth” (una de ellas fue sustituida por “La cucaracha”, que fue la más famosa).  El conductor y auditor durante 20 años fue Don Francisco Carballido de la Lanza (Padre del ilustre dramaturgo mexicano Emilio Carballido). En 1953 dejó de funcionar debido a la construcción de la carretera Córdoba-Xalapa.

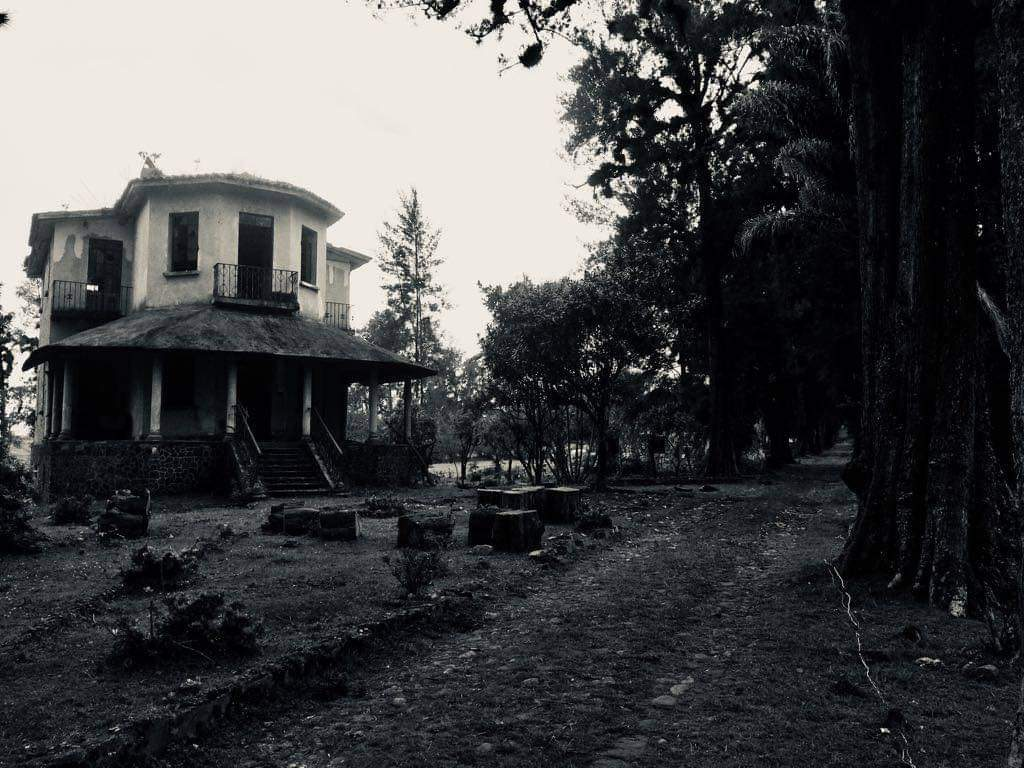
Quinta Ives Limantour o Casa de Campo

En el año de 1903, el gobernador del Estado Teodoro A. Dehesa decreta: “Desde el 4 de octubre del presente año, la Villa de San Juan Coscomatepec, será elevada a la categoría de Ciudad y llevará el nombre de Coscomatepec de Bravo.

### Revolución
Siguiendo las indicaciones del Plan de San Luis, los revolucionarios se levantaron en armas, en este lugar, el 19 de noviembre de 1910 librando una batalla contra los federales bajo el liderazgo de Cándido Aguilar y Rosendo Garnica. El Hotel Central, propiedad de José María Heredia Esperón se convirtió en cuartel maderista donde se guardaban armas, costales de maíz y bestias de carga. Dos ilustres coscomatepecanos pueden mencionarse en esta etapa, uno Raymundo Salas Loyo que ante la llegada al gobierno del usurpador Victoriano Huerta toma las armas alcanzando el grado de General de División por sus méritos en Campaña; otro Luis Bretón Díaz que en 1914, con un grupo de 1500 hombres, sale en apoyo a don Venustiano Carranza que enfrenta una nueva invasión norteamericana en Veracruz.

### Título de Pueblo Mágico

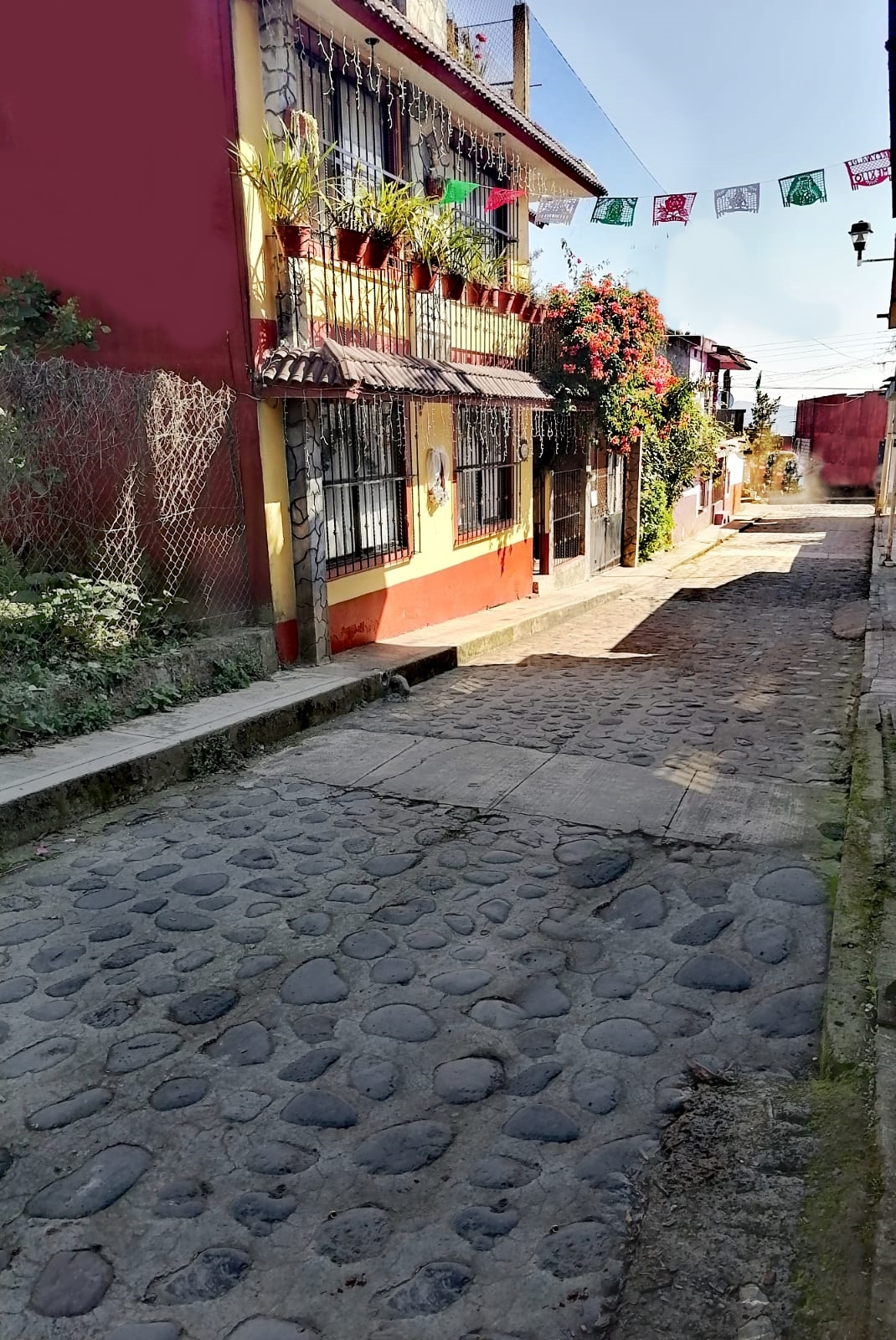
Callejón Empedrado típico de Coscomatepec

El 25 de septiembre de 2015 por parte de la Secretaría de Turismo Coscomatepec recibe el nombramiento de Pueblo Mágico en la feria nacional de Pueblos Mágicos en la ciudad de Puebla, el municipio manifestó que su principal atractivo es que en el estado de Veracruz, Coscomatepec es el municipio que tiene el principal acceso al Pico de Orizaba y cuentan con una tirolesa de más de 500 metros, además otro de sus encantos es su centro histórico, sus calles, su arquitectura y puntos de interés que la gente debe conocer.

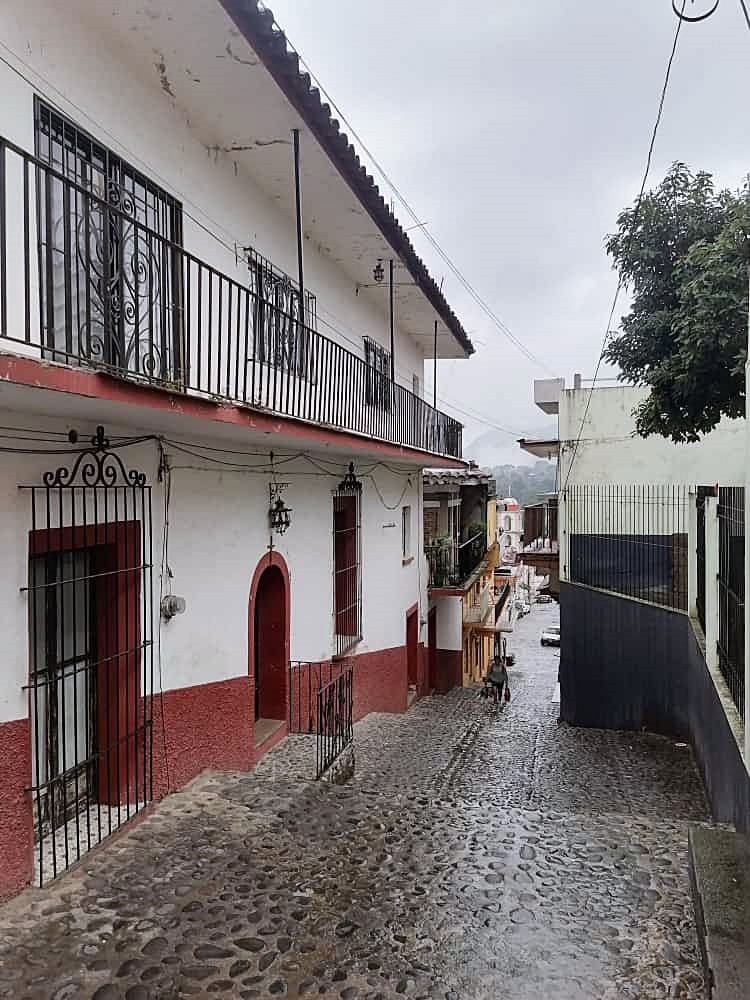
Callejón del Cañón

## Demografía
La ciudad o localidad cuenta con una población de 16,364 habitantes en 2020, lo que representa en la proporción estatal un 0.74%, su taza de crecimiento media es del 0.34%, el 51.7% de su población son mujeres, mientras el 48.3% son hombres. La población hablante de lengua indígena es del 0.12%.

### Religión
La población mayoritaria dentro de Coscomatepec de Bravo se considera católica, aunque también existen otras creencias como protestantismo, Mormonismo, testigos de Jehová etc, las celebraciones religiosas dentro de la localidad son tan arraigadas de tiempos antiguos, las procesiones a la Virgen de Guadalupe, la Semana Santa, la celebración del Santo Patrono del lugar San Juan Bautista y la conmemoración de la llegada del Cristo de la agonía de limpias a la ciudad, representan el folclor y las tradiciones dentro del lugar.

## Economía
La población económica activa del municipio es de 26,476, de personas, la cual el sector primario representa el 42.6%, el sector secundario 25.5% y el sector terciario en 31.5% en 2021, la tasa de participación económica es del 60.4% y tasa de ocupación del 98.4%.
Coscomatepec es un centro agrícola importante dentro de la región, donde los principales cultivos del municipio son el Chayote, la Papa en las localidades más altas, mientras en las partes bajas se cultiva el maíz y el frijol, entre la superficie dedicada a la ganadería ocupan principalmente la dedicada a bovino, porcino, ovino y caprino. 
Otras actividades económicas importantes son la de los alimentos, y las terciarias dedicas al turismo como hoteles, restaurantes y tours. Las actividades económicas que han sido parte fundamental del lugar han sido la talabartería, el calzado de piel, fabricación de puros y panadería.

## Educación
En 2020, los principales grados académicos de la población de Coscomatepec fueron Primaria (13.5k personas o 45.1% del total), Secundaria (8.95k personas o 29.9% del total) y Preparatoria o Bachillerato General (4.53k personas o 15.1% del total). La tasa de analfabetismo de Coscomatepec en 2020 fue 18.2%. Del total de población analfabeta, 43.7% correspondió a hombres y 56.3% a mujeres.
Las áreas con mayor número de hombres matriculados en licenciaturas fueron Ciencias sociales y derecho, Educación y Administración y negocios. De manera similar, las áreas de estudio que concentraron más mujeres matriculadas en licenciaturas fueron Ciencias sociales y derecho, Educación y Administración y negocios. En 2021, los campos de formación más demandados en Coscomatepec fueron Diseño curricular y pedagogía, Derecho y Psicología.
Instituciones de Educación Superior en Coscomatepec;
- Universidad del Golfo de México Campus Coscomatepec
- Escuela de Enfermería Helen Keller
- Instituto Tecnológico de Huatusco Campus Coscomatepec
- Universidad popular Autónoma de Veracruz

## Salud
En Coscomatepec, las opciones de atención de salud más utilizadas en 2020 fueron Centro de Salud u Hospital de la SSA (Seguro Popular) (37.7k), Consultorio de farmacia (12.9k) y Consultorio, clínica u hospital privado (2.9k).
En el mismo año, los seguros sociales que agruparon mayor número de personas fueron Pemex, Defensa o Marina (41k) y no especificado (14.8k). La atención de la población por seguro popular es del 65% mientras la población atendida por seguro social es del 3%, cuenta con un Hospital IMSS rural solidaridad, así como un centro de salud, además de diferentes clínicas particulares.

## Cultura

### Festividades y tradiciones
- La Plaza, es como se le denomina al tianguis, que se realiza cada lunes en el centro de la población. Esta costumbre persiste desde 1943, -la plaza de los lunes- donde vendedores se agruparon por secciones a lo largo de banquetas aledañas al palacio municipal, y algunas calles en donde con concurren pobladores de la región a surtirse de una gran variedad de productos sin duda una actividad muy arraigada que caracteriza a Coscomatepec.

- Danza de los Santiagos Dentro de las tradiciones locales muy arraigadas y de las que más identifican a la ciudad podemos encontrar las danzas entre ellas a los santiagos, los negritos y los macheteros principalmente, en esta ocasión hablaremos de los santiagos, también llamados moros y cristianos por sus personajes representativos, esta danza proviene de la aculturación de los conquistadores a lo que ellos llamaron Nueva España. Esta danza representa las cruzadas durante la época medieval alrededor del siglo XII, se cree que en el oriente de España donde los cristianos siendo menor en número libraban batallas con los moros durante unos 7 siglos saliendo triunfadores al grado de casi desaparecer al enemigo, esto gracias a que los cristianos contaban con aliados poderosos del mundo sobrenatural.

- Cristo de la agonía En el templo de San Juan Bautista de la Heroica Coscomatepec de Bravo, se venera la imagen del Cristo de la Agonía o Cristo de Limpias; del cual solo existen 3 réplicas en el mundo: en la villa de Limpias, provincia española de Cantabria, su lugar de origen; en La Habana, Cuba; y en Coscomatepec de Bravo, Veracruz. Llegó al municipio a principios del siglo XIX y desde entonces ha estado dentro de la parroquia.

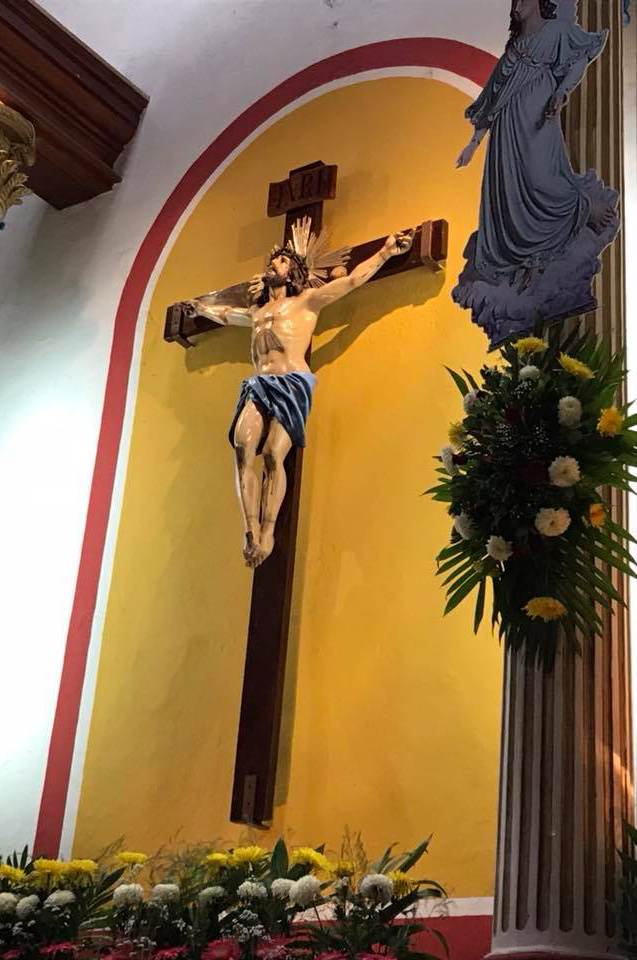
Cristo de la Agonía de Coscomatepec, originario de Limpias, España

- Procesiones de Diciembre Desde el día 1 hasta 12 de diciembre, se organizan procesiones para honrar a la patrona de México: La Virgen de Guadalupe. Éstas a manera de peregrinaciones, se hacen en cada uno de los barrios. El último día es el más solemne: se llama “La Procesión de los Hombres”; se hace por la calle principal; todos los señores se dirigen hacia la iglesia llevando en andas a la Virgen, ahí están representados todos los oficios y la actividad masculina de la región.

- Festividad a San juan  El 24 de junio se hace honor a las festividades del santo patrono de la ciudad a San Juan Bautista, diversas procesiones y festividades se llevan a cabo.

- Ruptura del Sitio festividad Cívica   Es la festividad más importante de la ciudad, El día 3 de octubre se hace una representación de los hechos del rompimiento del sitio, en el que participa la comunidad, a esta se le conoce como “La Cabalgata”, a las 9 de la noche se reúnen en la plaza principal, caracterizados a la época; un individuo caracterizado como Nicolás Bravo lee una proclama invitando al pueblo a seguirle, entonces, se apagan las luces, quedan algunas fogatas prendidas, los pueblerinos salen junto con los “soldados” y los caballos. Al llegar a las últimas casas, se oye una detonación, se encienden las luces y así se anuncia el éxito de la ruptura del sitio. Al día siguiente, el 4 de octubre se hace un desfile cívico, recordando esta hazaña bélica que es un ejemplo de cooperación entre ciudadanos.

### Gastronomía
La comida típica es muy rica y variada. Dentro de los platillos más exquisitos se encuentran la barbacoa de borrego, el tezmole de borrego o de espinazo, el chilatole de flor de izote, el chilatole de frijol gordo, el Tlatonile, las memelas (triangulitos) de frijol, diferentes tipos de tamales como los de piña con coco, de manjar, de elote, de frijol dulce, de elote, y para cada domingo no pueden faltar los tamales de chilatole de frijol acompañados con chicharrón. Con una gran variedad de dulces típicos como las famosas panelitas de coco, coco con piña y de cacahuate; los tejocotes y los higos en almíbar, los duraznos curtidos junto con las naranjas rellenas de coco, todos irresistibles a cualquier paladar, entre las bebidas encontramos los preparados de frutas, el vino de mora es el más destacado y el que mantiene la tradición de bebidas actualmente.
El pan sin duda es la aportación culinaria más importante de la ciudad, distinguidamente a Coscomatepec se le vincula como un excelente pan, ya que mantiene la tradición de más de 100 años, el pan realizado en Coscomatepec se perfecciona en los hornos de leña y en los diferentes ingredientes de su preparación.

### Museos
Cuenta con un museo en el centro de la ciudad llamado el Museo Tetlalpan, se resguarda una importante colección de piezas prehispánicas, la mayoría encontradas en la zona arqueológica de Tetlalpan y que han sido recuperados por los habitantes del lugar, así como archivos de la época colonial y diferentes reliquias y fotografías antiguas.

### Teatros

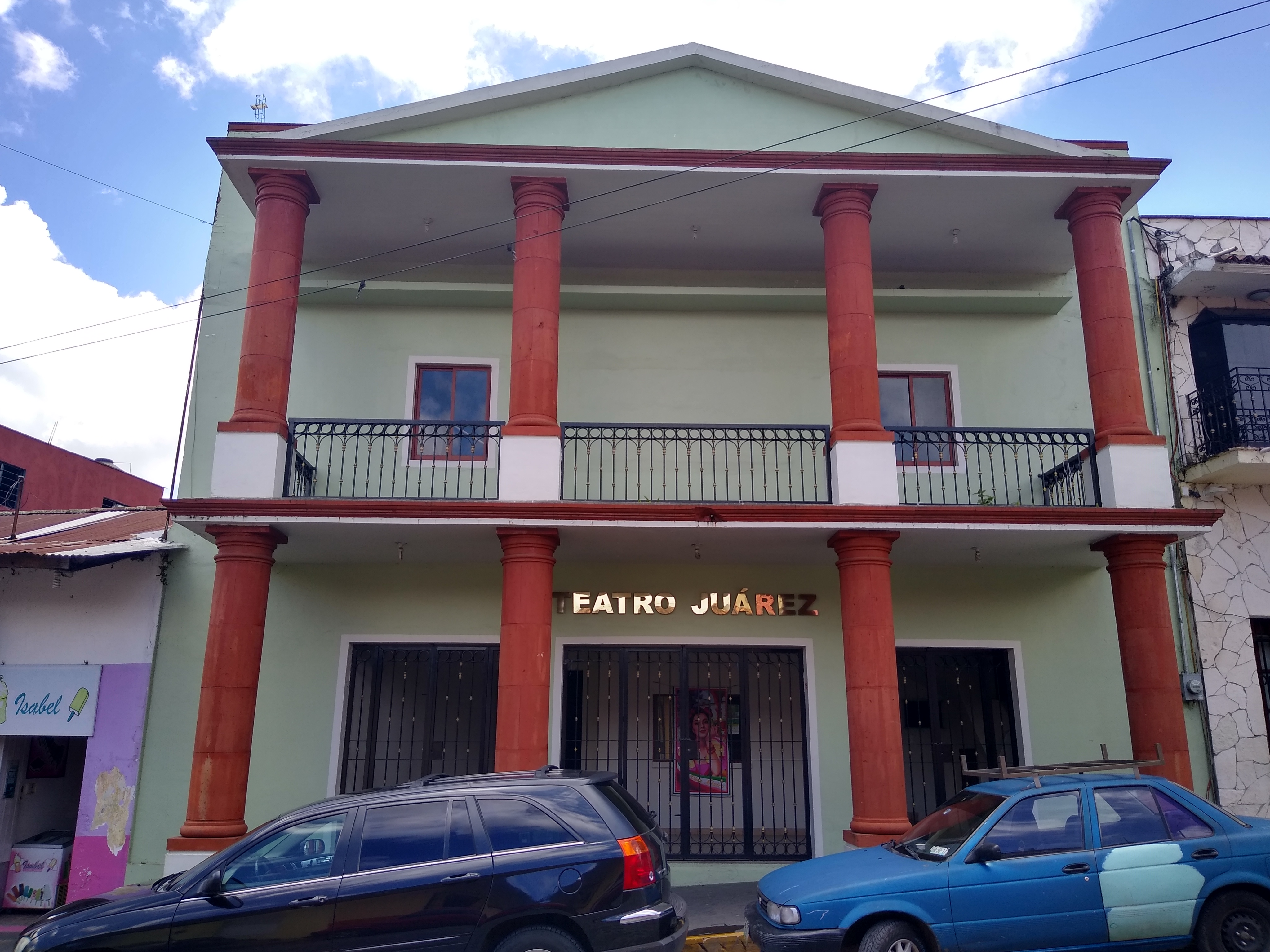
Teatro Juárez

El teatro Benito Juárez, funge como un lugar donde se realizan eventos importantes que el ayuntamiento trae a la ciudad, anteriormente fungía como cine municipal ahora es en lugar donde los eventos municipales se llevan a cabo.

## Patrimonio histórico

### Civil
- Palacio Municipal: De arquitectura neoclásica en dos niveles, en el se sitúan las oficinas del ayuntamiento, la construcción original fue de estilo griego y semejaba el Partenón, fue construido en 1900 y remodelado años posteriores en 1997 actualmente Dentro del Palacio Municipal es posible mirar los murales pintados por la artista María del Carmen Calderón Rendón, desde 1990. En ellos plasma un recorrido por la historia de Coscomatepec.

- Parque Constitución Es conocido como parque constitución o plaza constitución, para su creación original colaboraron un grupo de damitas de la localidad, llevando a la escena coloquios y pastorelas bajo la dirección de Don Agustín Reus.

- Plaza Hidalgo A un costado de la parroquia de San Juan Bautista aquí se realiza el tradicional tianguis o plaza, fue construido en 1800 y acá es donde se introdujo el agua potable entre 1806 en el municipio.

- Casa del Lic. Fernando de Jesús Corona y Arpide La casa del licenciado Fernando de Jesús Corona y Arpide es un inmueble protegido dentro del centro de la ciudad donde vivió el ilustre jurisconsultor.

- Puente Virreynal También llamado Puente de Iturriagaray fue constituido en 1805, por lo que está cumpliendo 218 años de existencia, se le conoce con tal nombre porque fue precisamente el Virrey de Iturrigaray el que apoyó económicamente para la construcción, al pasar por estas tierras durante su viaje de México a Veracruz en 1805 y ver que autoridades y pueblo de Coscomatepec lo estaban construyendo, también por ello el camino viejo que lleva hasta la capital del estado recibió el nombre de camino iturriagaray.

- Monumento a Nicolas Bravo  La estatua de Nicolás Bravo que se encuentra en el Bulevar, fue construida por Juan Fernando Olaguíbel Rosenzweig en 1896 entre las que destacan: la escultura de Diana Cazadora, actualmente es un monumento intangible dentro del municipio.

- Portal Leonardo Bravo  Es una construcción del siglo XVII. Su estilo es colonial, fachada de arcos moriscos y techo de teja, le separa del parque de la constitución la histórica avenida Nicolás, fue mandado a construir por Don José María Fernández y Ferruz conde de Ferruz, hijo natural de Carlos III y que vivió en este lugar desde su llegada a la Nueva España hasta su muerte, la construcción fue mesón bravo.[21]

- Quinta Ives Limantour  Construida en 1906, como casa de descanso del exministro de hacienda de Porfirio Díaz, José Ives Limantour actualmente se le conoce como casa de campo.

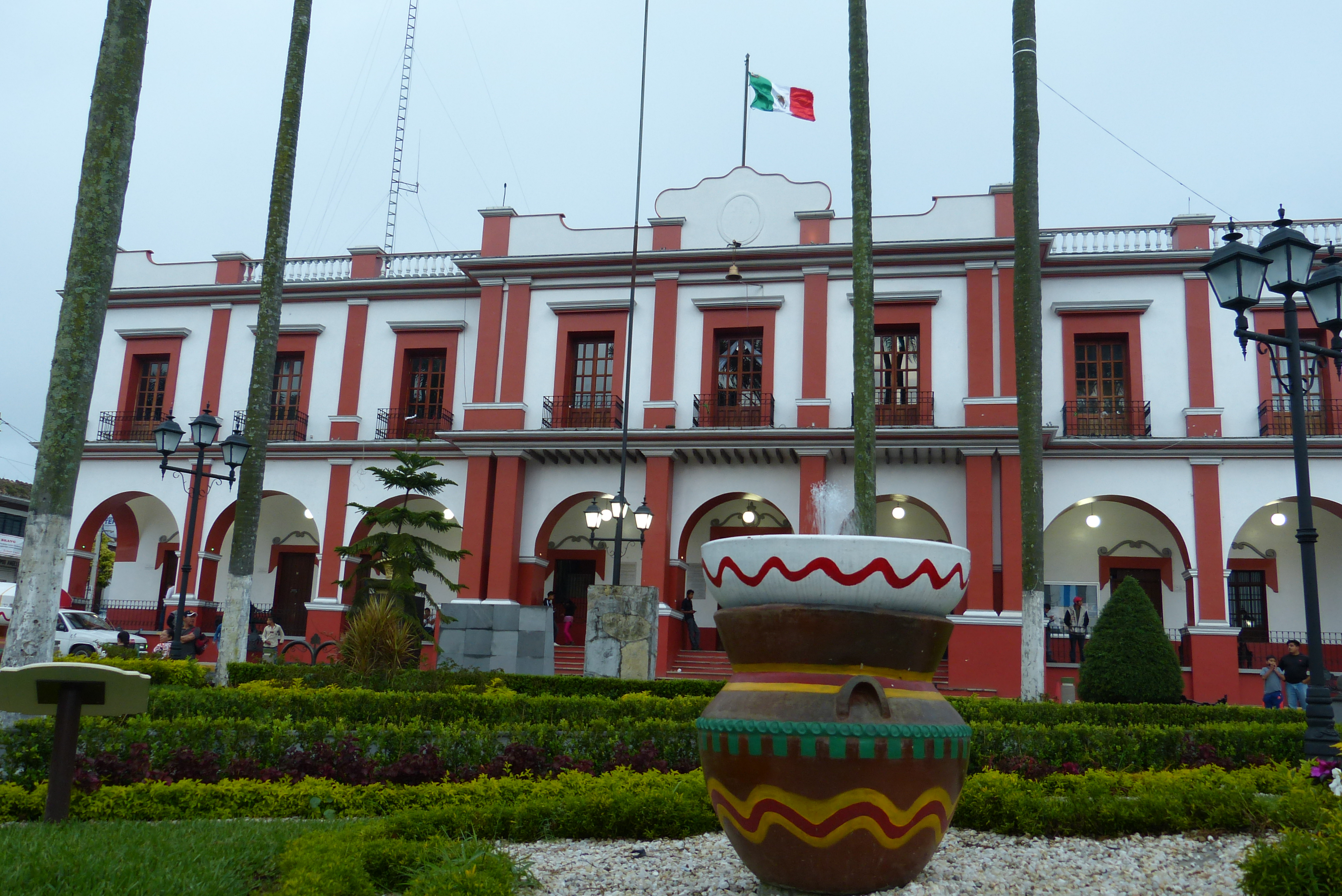
Palacio Municipal
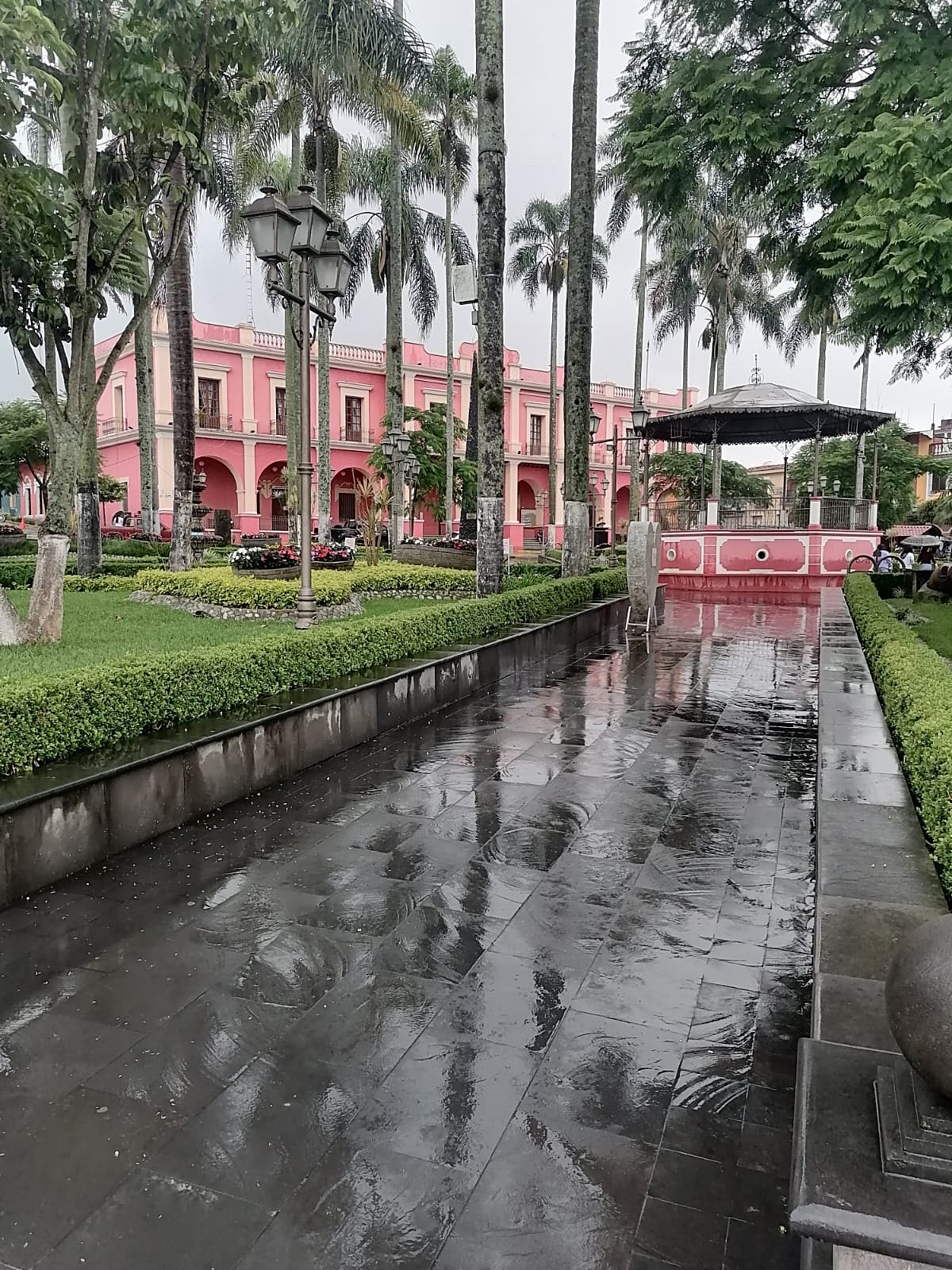
Parque Constitución
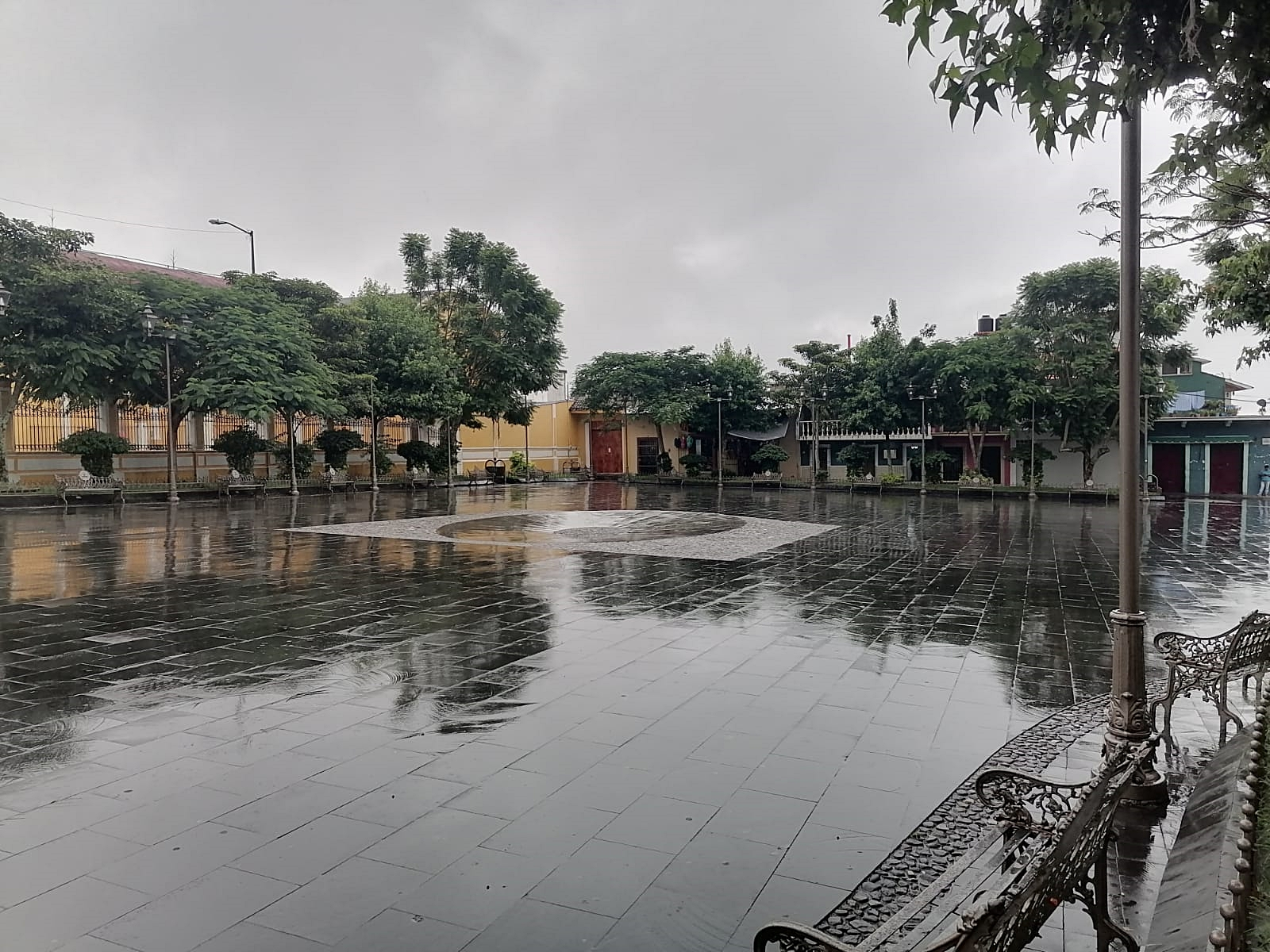
Plazuela Miguel Hidalgo
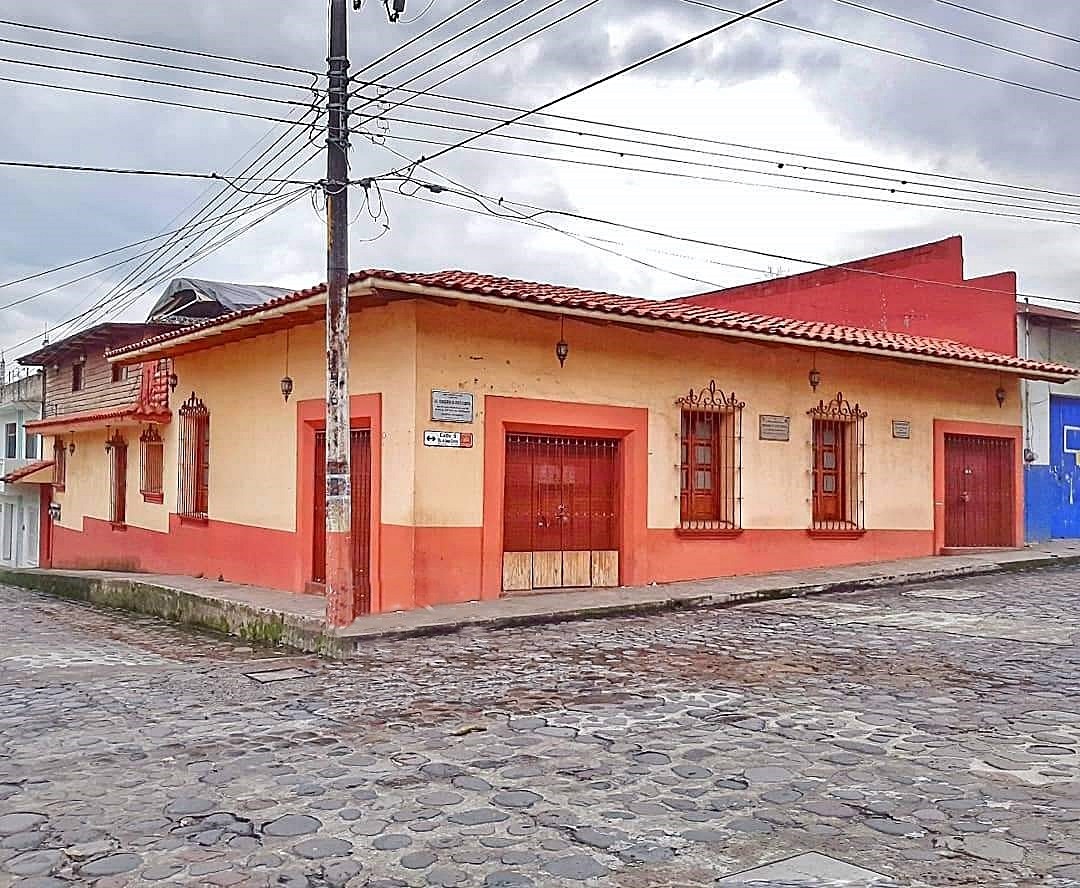
Casa Licenciado Fernando de Jesús Corona y Arpide
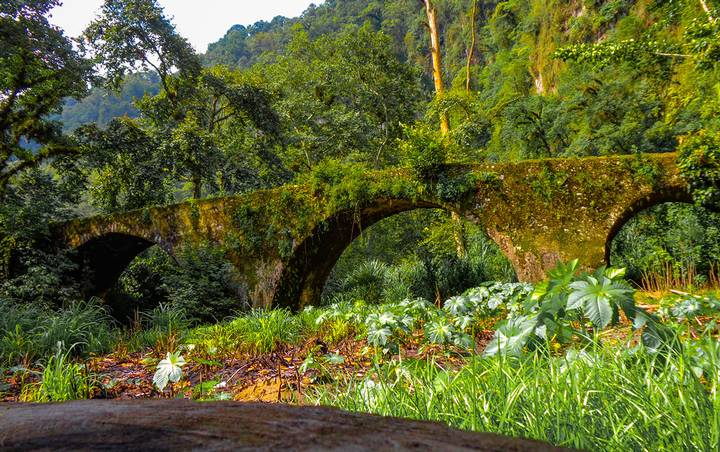
Puente del Virrey
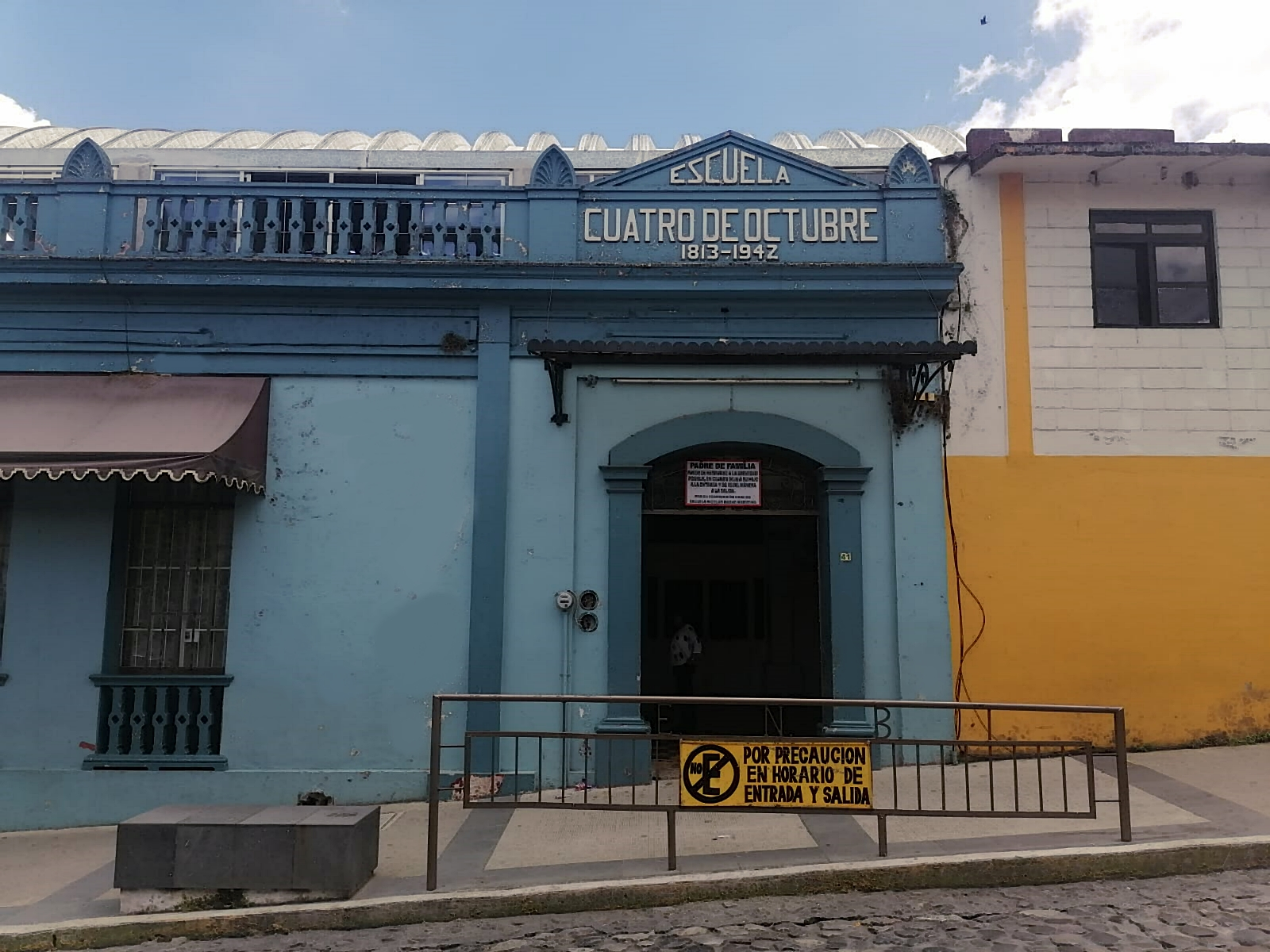
Edificio de la Primaria Cuatro de Octubre Nicolas Bravo
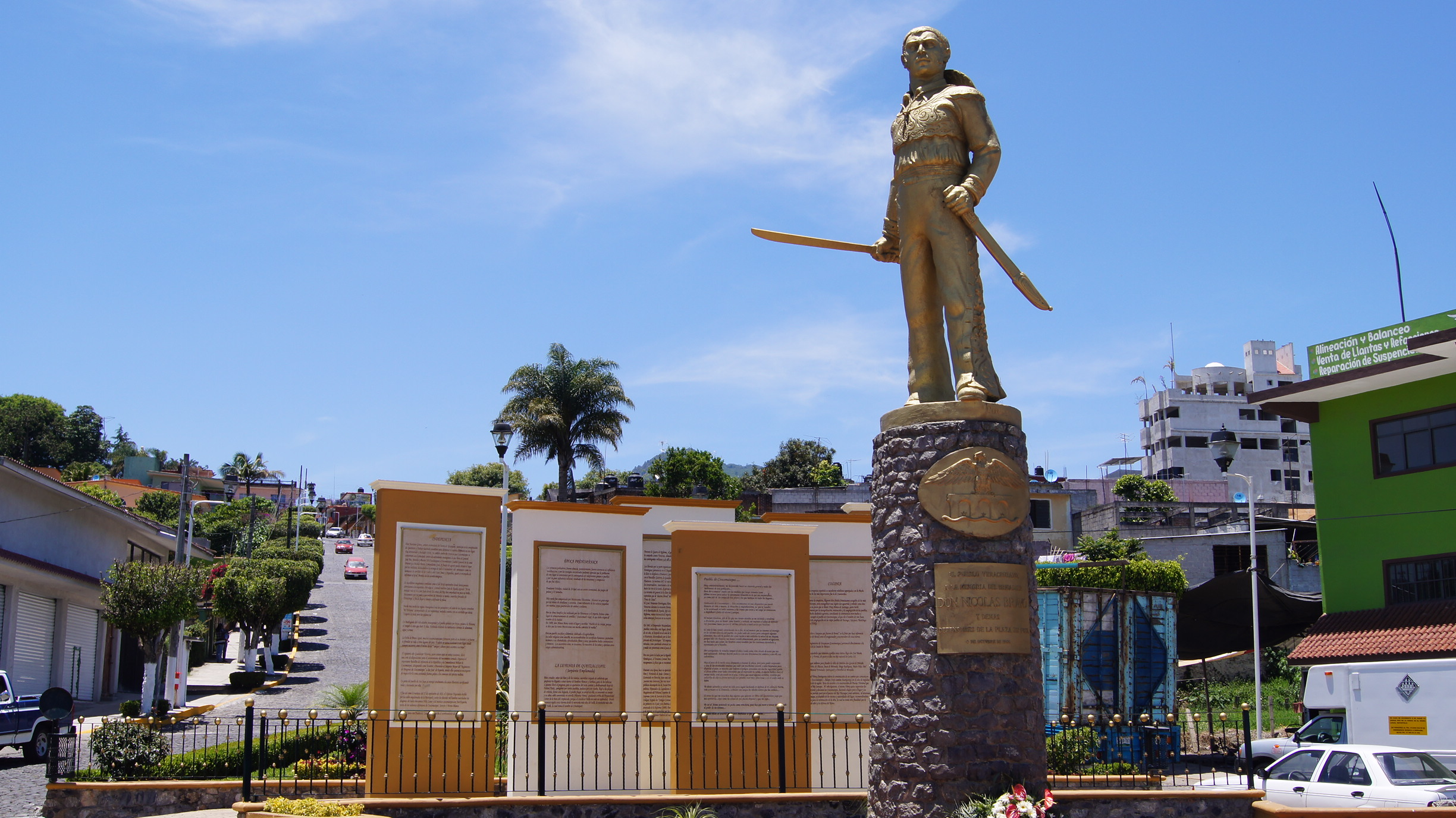
Estatua del General Nicolas Bravo
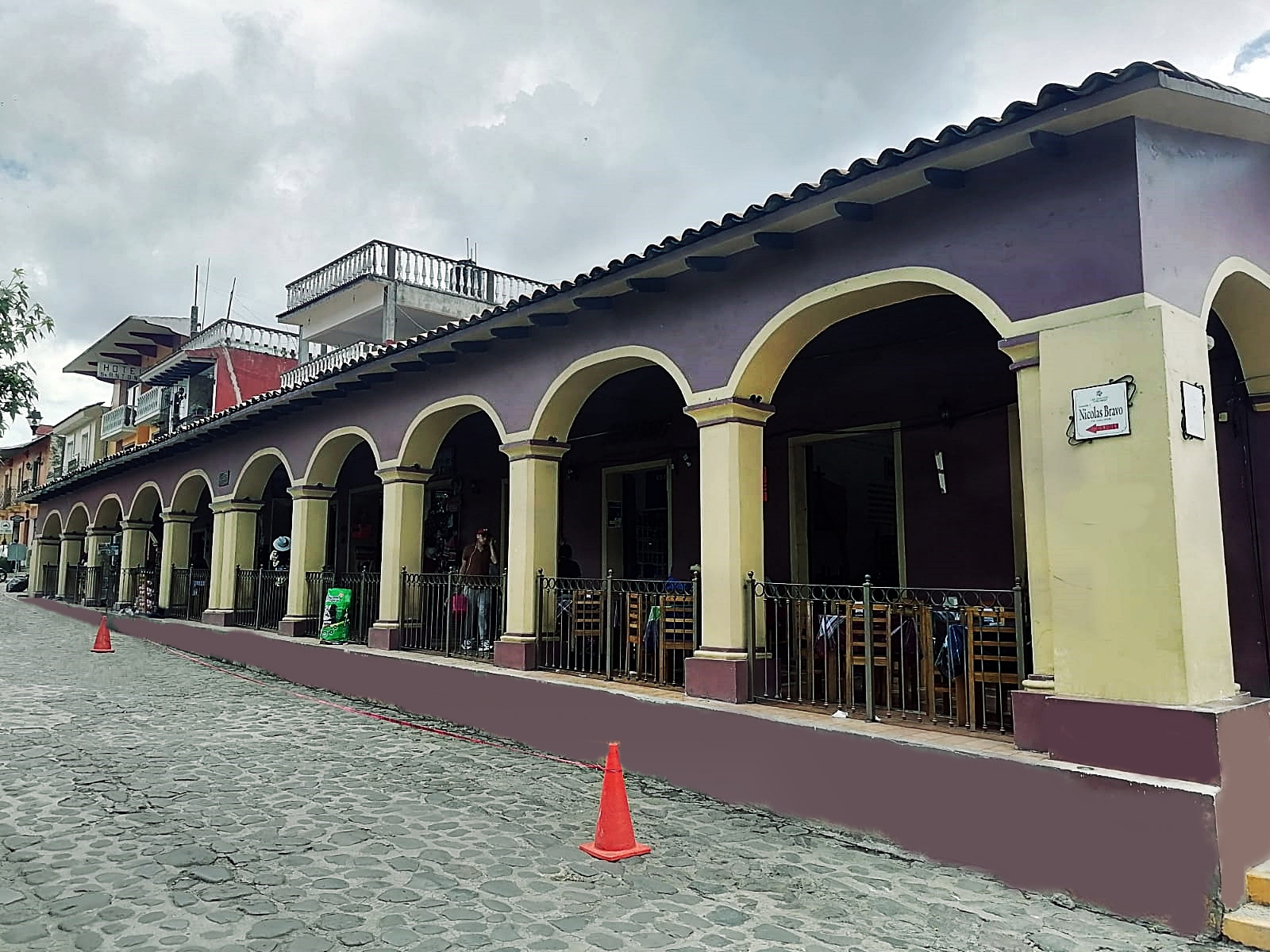
Portales Leonardo Bravo
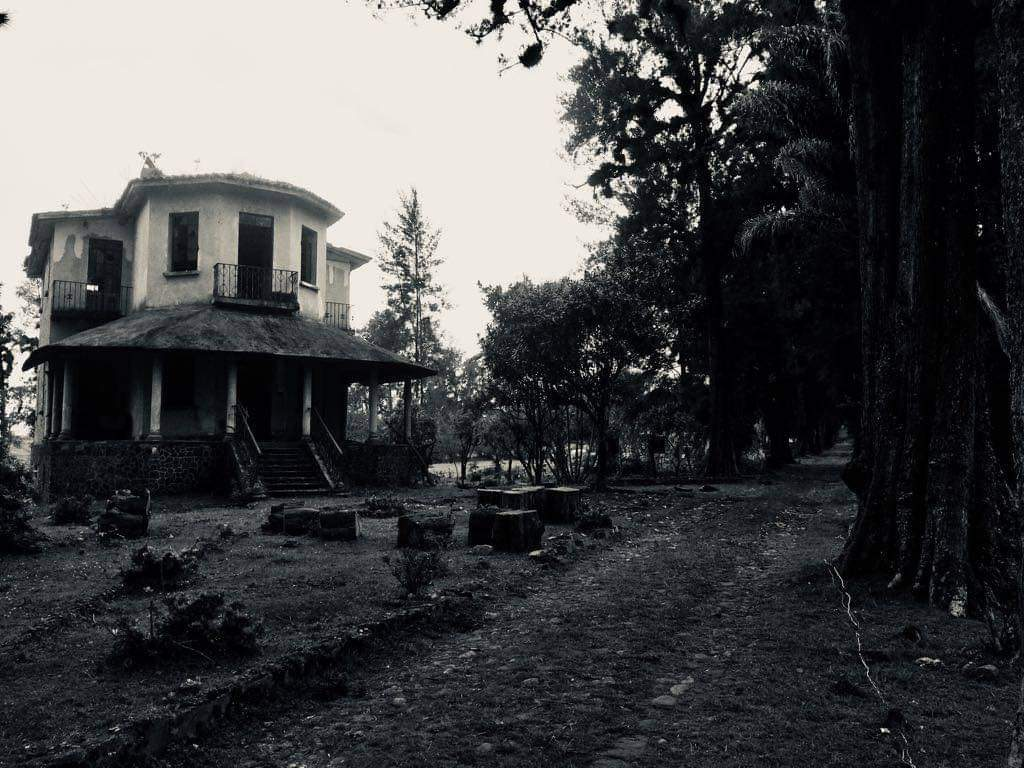
Quinta Ives Limantour

### Religioso
- Capilla de San Diego de Alcalá (Rectoría) Se considerada el primer templo del lugar construido por los franciscanos en 1550. Su arquitectura guarda las mismas características de los edificios construidos por los primeros evangelizadores y donde celebran las fiestas de San Diego y San Isidro Labrador, esta capilla es de las primeras construidas en la región y cuenta con protección del INAH como mueble intangible religioso.

- Parroquia de San Juan Bautista   Fue fundada en 1600, fue reconstruida varias veces y remodelado en 5 veces,la actual construcción data del siglo XIX con una notable influencia Art Nouveau, se encuentra en la torre un reloj traído de Inglaterra y dentro guarda la imagen del cristo de limpias, así como pinturas del pintor español Joan Bernadet y Aguilar. (1860- 1932) y que dejó en varios lugares del estado de Veracruz.[22]

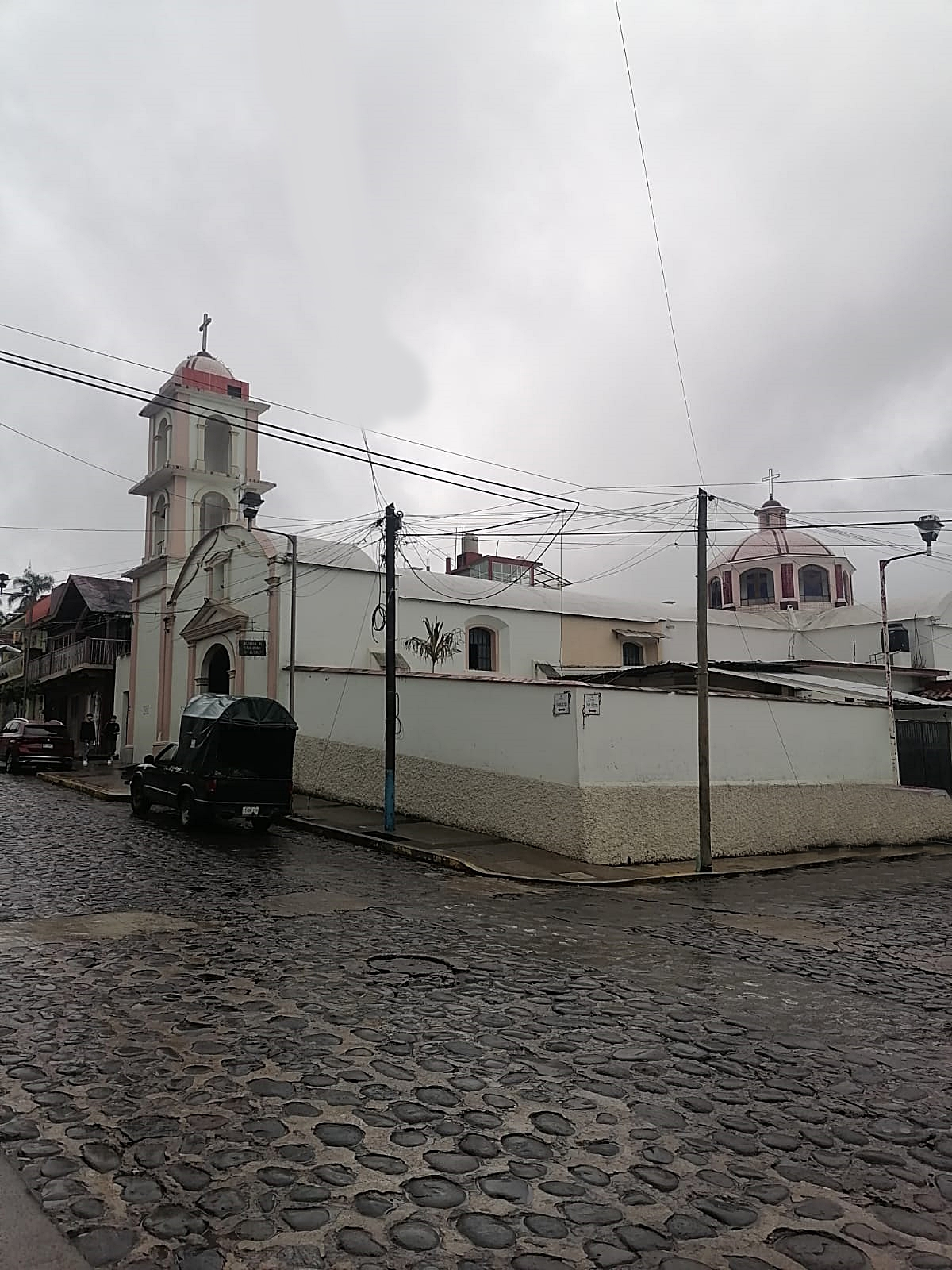
Rectoría de San Diego de Alcalá
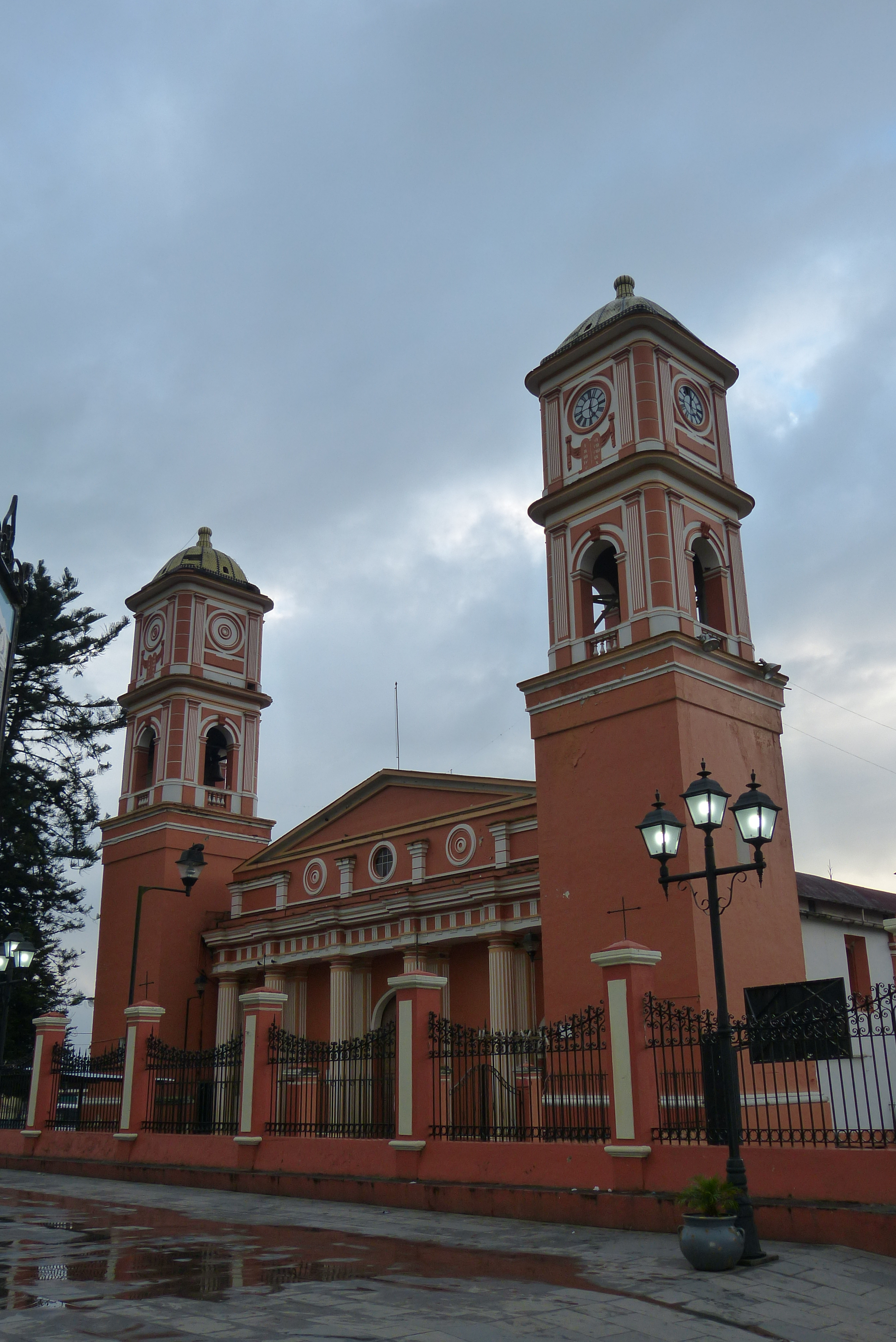
Parroquia de San Juan Bautista

## Personas destacadas
- Rosario Patiño Domínguez Empresaria de Medios de comunicación, y autora de canciones.
- Enrique Florescano Mayet: Historiador e investigador, Fue miembro del Consejo Consultivo de Ciencias de la Presidencia de la República.
- Modesto Solís Domínguez Militar que participó en la Revolución Mexicana.
- Fernando de Jesús Corona y Arpide Jurisconsulto mexicano (1818-1891), Gobernador de Veracruz en 1861,1868,1869,1870 autor los llamados Códigos Corona, promulgados el 5 de mayo de 1869.
- Librado Basilio Poeta y fundador de El Caracol Marino y Revista de la Universidad Veracruzana.
- Miguel Domínguez Loyo  Doctor e Historiador.
- Honorato Domínguez Heredia Militar Guerrillero defensor en la intervención francesa.
- Octavio Sánchez Kuri Político
- Jesús Domínguez Rosas  Escritor, y Profesor autor de libros.
- Carlos Domínguez Milián  Nacido el 22 de marzo de 1938 y Abogado. Historiador y político presidente municipal de Xalapa entre 1973-1976 y Fundador de la escuela de bachilleres artículo 3 y constitución de 1917 en Xalapa, Veracruz.
- Sergio Florescano Mayet  Historiador y Escritor hermano del también historiador Enrique Florescano

## Ciudades hermanas
- San Andrés Cholula, México[23]
- Limpias, España[24]